# Способы замены противогазных фильтров респираторов

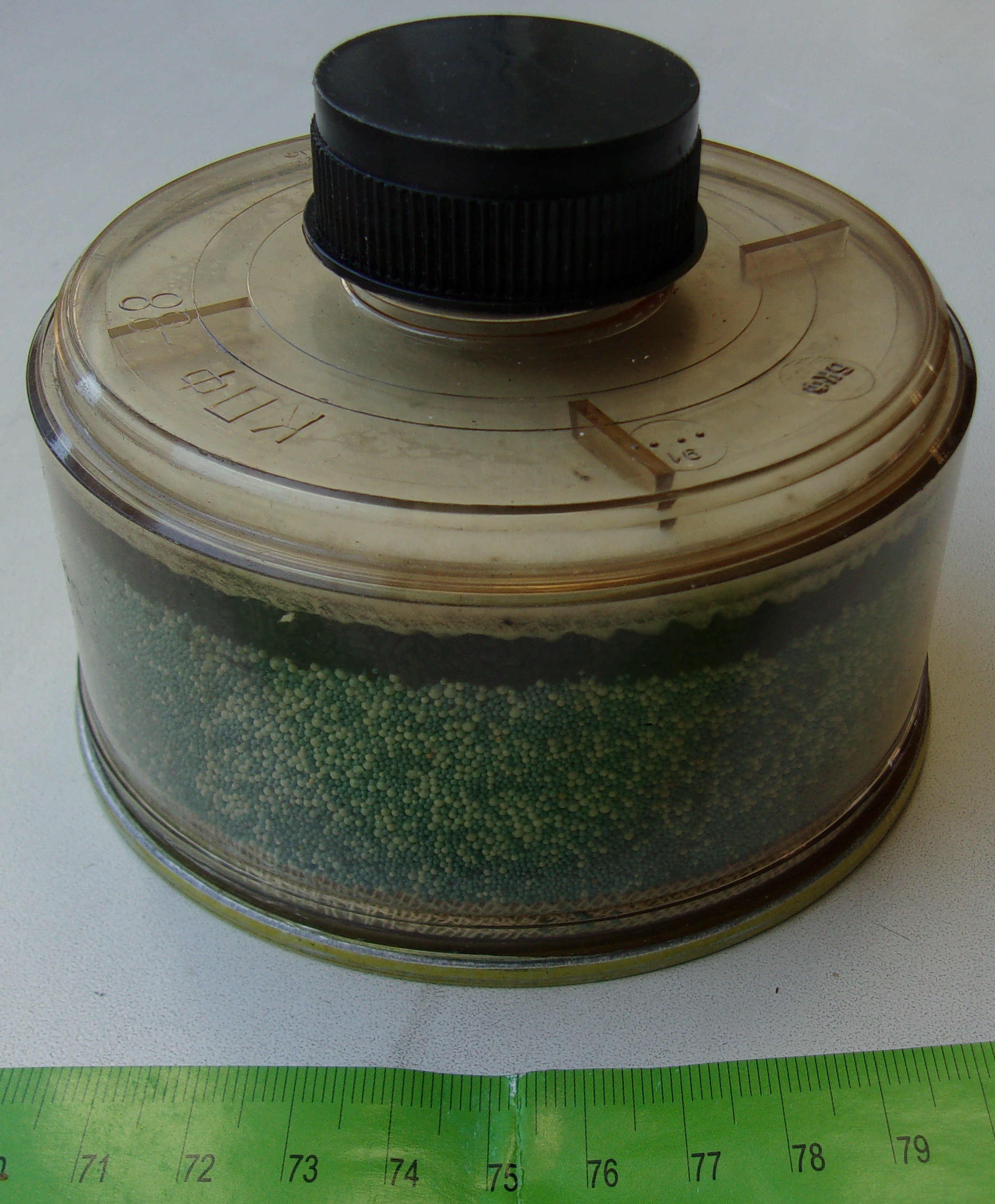
Комбинированный фильтр, предназначенный для защиты от кислых газов, тип БКФ. Для своевременной замены использован прозрачный корпус и специальный сорбент, меняющий цвет по мере насыщения (End of Service Life Indicator ESLI). Фильтр производится, предположительно, в г. Дзержинск Нижегородской области (РФ).

 При работе в загрязнённой атмосфере для предотвращения ингаляционного поступления в организм токсичных веществ, находящихся в газообразном состоянии, часто используют лёгкие, удобные, и недорогие фильтрующие средства индивидуальной защиты органов дыхания СИЗОД (респираторы, противогазы). Они обеспечивают работников пригодным для дыхания воздухом, очищая окружающий воздух в противогазных фильтрах. Срок службы таких фильтров ограничен, и он зависит от условий использования: химического состава и концентрации загрязняющих воздух газов; температуры и влажности воздуха; расхода воздуха (тяжести выполняемой работы); и свойств фильтра и сорбента. На практике, он может изменяться в очень широком диапазоне — от нескольких минут до десятков и сотен часов. Для сохранения здоровья рабочих фильтры должны своевременно заменяться. Существуют различные способы определения срока замены фильтров.
Длительное время для замены фильтров использовали реакцию органов чувств работника: появился запах под маской, раздражение слизистых оболочек органов дыхания, глаз — пора менять фильтры (а никаких других способов не было). Но этот способ использовали с ограничениями — не у всех газов есть запах и другие «предупреждающие» свойства при опасной концентрации. Дальнейшее развитие науки показало, что и у тех газов, у которых (как считалось) есть хорошие предупреждающие свойства, это ненадёжный способ. Выяснилось, что в группе людей, из-за индивидуальных особенностей организма, встречаются работники с пониженной чувствительностью — и они заменяют фильтры запоздало. Такие работники, для некоторых газов, могут составлять немалую долю от их общего числа. Поэтому с 1998 г. в США замену фильтров по субъективной реакции органов чувств запретили вообще. Сейчас, из-за очень небольшого числа газов, для которых есть фильтры с индикаторами, предупреждающими работника об окончании срока службы, основным методом стала замена по расписанию (составленному на основе измеренного или вычисленного срока службы).
Позднее такой же подход стал использоваться и в Австралии, Европейском Союзе, и других развитых странах. В РФ, при проведении предварительных и периодических медицинских осмотров работников, использующих СИЗОД с полнолицевыми масками с панорамным стеклом, их способность обнаружить прекращение очистки воздуха фильтром — не проверяется; а при использовании для защиты от газов СИЗОД с полумасками — медосмотры не проводят (в отличие от США). Если же у российских работников и проверяют чувствительность органа обоняния, то эта проверка обычно качественная, и включает в себя "стандартный набор из 4–6 пахучих веществ (0,5% раствор уксусной кислоты, чистый винный спирт, настойка валерианы, нашатырный спирт)". Такую проверку рекомендуют (но не требуют) "проводить ... у работников, в коллективах которых часто наблюдаются острые отравления или имеются отдельные симптомы хронической интоксикации".
Как основной способ определения необходимости заменять фильтры, в советском каталоге СИЗОД рекомендовали использовать таблицы с значениями срока службы для фильтров всех типов (для самых разных концентраций десятков вредных газов).

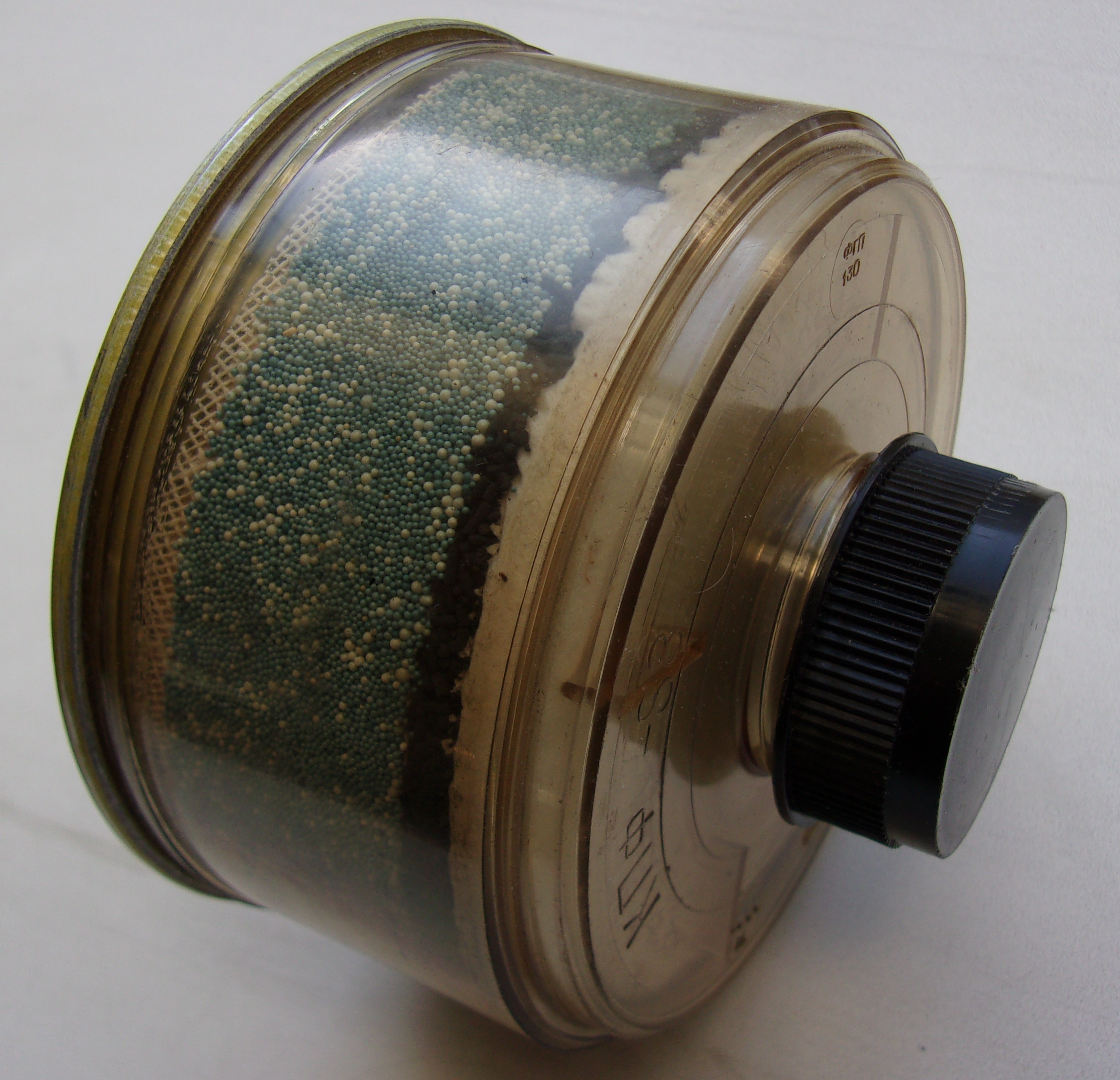

## Принципы очистки загрязнённых газов противогазными фильтрами респираторов

### Адсорбция
Некоторые вредные газы могут поглощаться сорбентами, как правило твёрдыми материалами с большой удельной площадью поверхности (например, активированный уголь). Обычно такие сорбенты готовят в виде гранул и наполняют ими корпус фильтра. При прохождении загрязнённого воздуха через фильтр сорбент избирательно поглощает вредные вещества, удерживая их на своей поверхности. По мере насыщения сорбент утрачивает способность задерживать газы, и загрязнённый воздух начинает проходить через фильтр. При длительной работе фильтра концентрация вредных веществ в очищенном воздухе возрастает и может превысить ПДК. Таким образом, срок службы адсорбирующих противогазных фильтров ограничен. Связывание газов на поверхности сорбента является обратимым процессом и при определённых условиях может происходить десорбция — выделение связанных газов в очищаемый воздух. Способность сорбента связывать различные газы зависит от химических свойств газов, температуры и других факторов.. Для лучшего поглощения некоторых вредных газов в фильтр добавляются вещества, образующие более прочные связи этими газами. Так добавление иода улучшает поглощение ртути, солей металлов — аммиака, оксидов металлов — кислых газов.

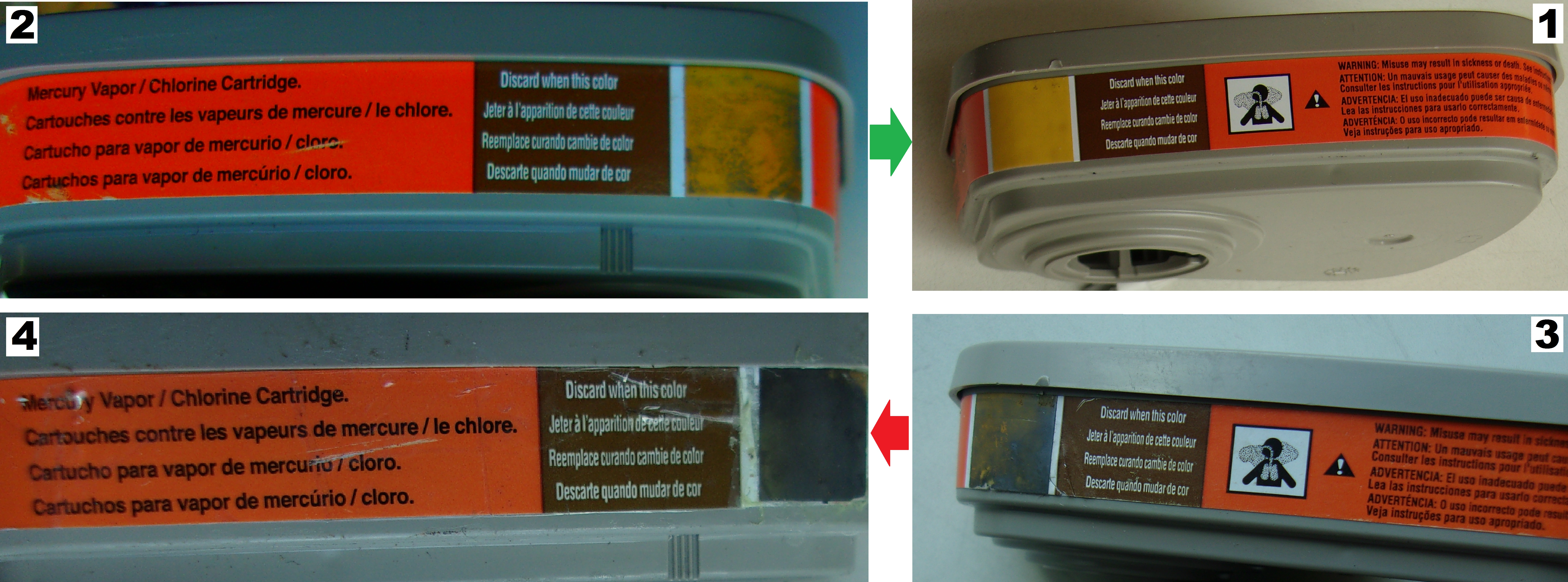
Фильтр респиратора (3М 6009), предназначенный для защиты от паров ртути и хлора. Фильтр снабжён индикатором, который при воздействии паров ртути (не имеющих запаха) постепенно меняет цвет с жёлтого на чёрный (1 — 2 — 3 — 4). Изменение цвета индикатора является объективным признаком необходимости заменить фильтр (по воздействию ртути). В зависимости от условий применения (например, при очень низкой концентрации ртути и большой концентрации других газообразных загрязнений) замена фильтров должна проводиться раньше.

| Вредное вещество                                                | Добавка                |
| --------------------------------------------------------------- | ---------------------- |
| Фосген, хлор, арсин                                             | соли меди/серебра      |
| Сероводород, меркаптаны                                         | Оксид железа           |
| Альдегиды                                                       | Оксид марганца (IV)    |
| Аммиак                                                          | Фосфорная кислота      |
| Кислые газы, сероуглерод                                        | Карбонат калия         |
| Сероводород, фосфин, ртуть, арсин, радиоактивный йодистый метил | Йодид калия            |
| Сероводород                                                     | Перманганат калия      |
| Арсин, фосфин                                                   | Серебро                |
| Ртуть                                                           | Сера                   |
| Аммиак, амины, ртуть                                            | Серная кислота         |
| Радиоактивный йодистый метил                                    | Триэтилендиамин (TEDA) |
| Цианистый водород                                               | Окись цинка            |

### Химическая реакция между газом и поглотителем (хемосорбция)
Некоторые вредные вещества могут задерживаться за счёт образования химических связей с поверхностью сорбента. Так, например, описана способность солей меди образовывать с аммиаком комплексные соединения. Химическое связывание вредных веществ более прочно и, как правило, необратимо. Это позволяет использовать противогазный фильтр неоднократно, пока в нём есть достаточное количество неизрасходованного поглотителя. Срок службы таких фильтров ограничен.

### Каталитическое разложение
Некоторые токсичные вещества могут быть обезврежены путём химического превращения. Для этого используются различные катализаторы, вещества, которые не расходуются при протекании химической реакции. Например, для окисления токсичного монооксида углерода до безвредного углекислого газа может использоваться гопкалит. Эффективность этого катализатора сильно уменьшается при высокой влажности. Поэтому для исправной работы фильтра перед катализатором дополнительно устанавливается осушитель. При насыщении осушителя водяными парами эффективность катализатора существенно уменьшается и фильтр начинает пропускать угарный газ. Срок службы таких противогазных фильтров ограничен.
Каталитическое разложение может происходить и при использовании фильтрующих СИЗОД для защиты от карбонила никеля или железа. Возможные варианты окисления кислородом воздуха:
2 Ni(CO)4 + O2 → 2 NiO + 8 CO
Ni(CO)4 + O2 → NiO + 3 CO + CO2
4 Fe(CO)5 + 3 O2 → 2 Fe2O3 + 20 CO

### Десорбция и вытеснение

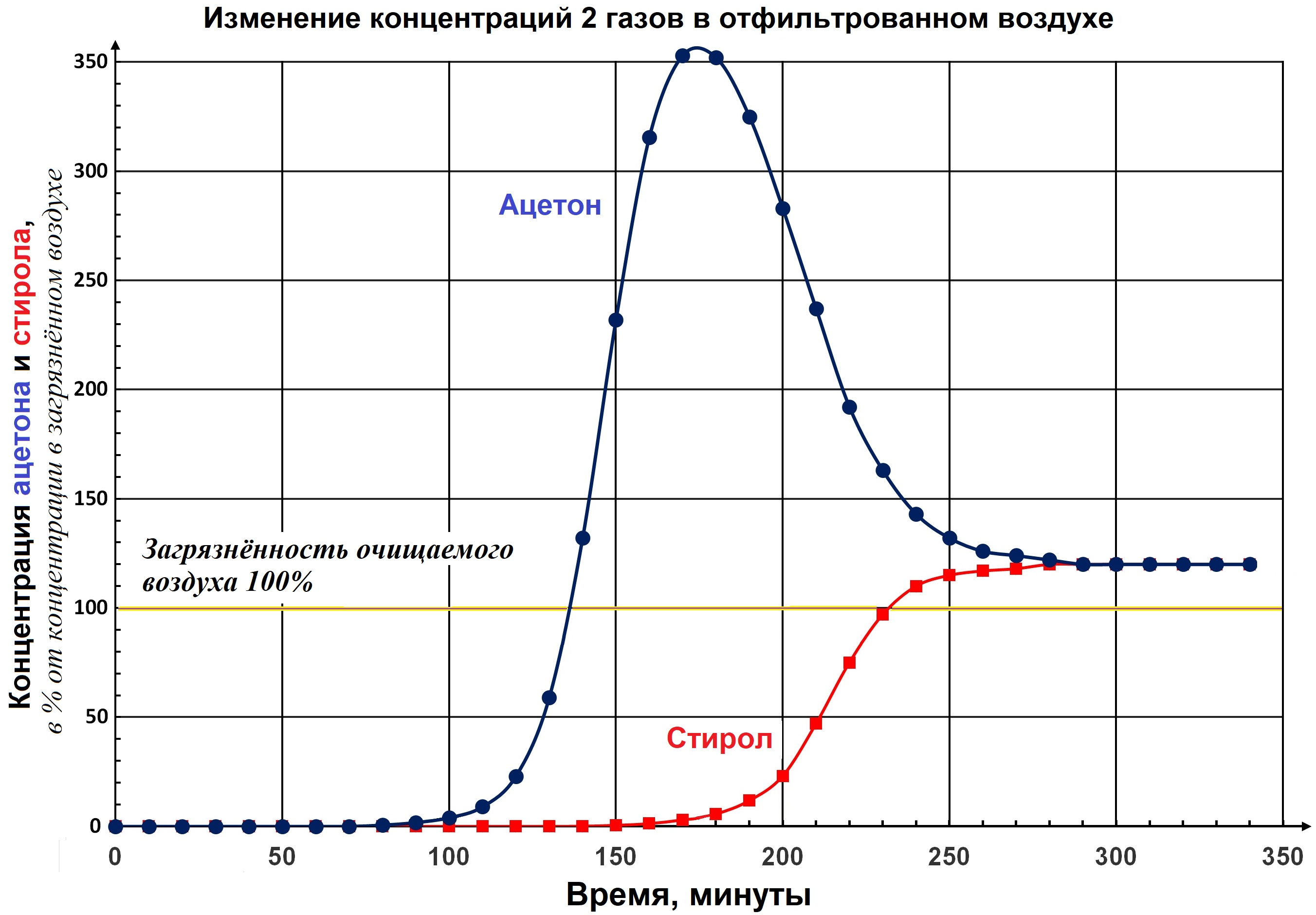
Эффект вытеснения, концентрация стирола в загрязнённом воздухе — 3800 мг/м^{3}, ацетона — 230,4 мг/м^{3}, источник

Очистка воздуха фильтрами с сорбентом за счёт адсорбции широко распространена, но в некоторых случаях использование таких фильтров затрудняет десорбция. Если при непрерывном использовании срок службы фильтра большой — это не всегда означает, что его можно использовать длительное время, если планируется его применение с перерывами. При первом использовании слои сорбента, находящиеся у отверстия для входа загрязнённого воздуха, накапливают молекулы токсичных газов. При хранении (например, в течение субботы и воскресенья), если молекулы плохо удерживаются сорбентом, они могут переместиться к отверстию для выхода очищенного воздуха. Тогда, при начале применения второй раз, даже в незагрязнённой атмосфере, концентрация токсичных газов в «очищенном» воздухе может превысить ПДКрз.
Если воздух загрязнён двумя и более газами, их молекулы мешают друг другу занимать места на поверхности и в порах активированного угля. Хуже удерживаемые молекулы вытесняются другими. В результате, после того, как сорбент насытился хуже удерживаемым веществом, он перестаёт очищать от него воздух (например, при одновременном улавливании сероводород вытесняется сероуглеродом). Но в это время уже уловленные молекулы вытесняются с сорбента в воздух молекулами лучше удерживаемых веществ. Они попадают в поток воздуха, который перестал уже очищаться от этого (плохо удерживаемого) вещества, и концентрация такого вещества в прошедшем через фильтр воздухе может превысить концентрацию в не очищенном воздухе. На рисунке показано, как вытеснение молекулами стирола молекул ацетона приводит к тому, что (при использовании фильтра достаточно длительное время) концентрация ацетона в очищенном воздухе может превысить концентрацию в не очищенном воздухе в 3 раза.
В некоторых случаях, веществом, вытесняющим молекулы токсичного вещества в маску, могут стать пары воды, всегда присутствующие в воздухе.

### Комбинированные фильтры
В противогазных фильтрах, обеспечивающих защиту от сочетания разных газов, размещают поглотители, необходимые для улавливания этих газов, и на них распространяются все соответствующие ограничения.

## Способы определения необходимости замены противогазных фильтров (старые)
В зависимости от вредных газов, используемых противогазных фильтров и организации применения респираторов, для замены фильтров использовались и используются различные способы.

### Замена фильтров при появлении запаха под маской
Исторически, фильтрующие СИЗОД для защиты от газов, получили широкое распространение после начала применения химического оружия. Полное отсутствие приборов для обнаружения газов, применение новых боевых отравляющих веществ, и то, что если в группе людей с разной чувствительностью органа обоняния достаточно чтобы газ был обнаружен одним человеком - привело к использованию субъективной реакции органов чувств для определения срока службы фильтра. Но и в этой ситуации учитывали разную индивидуальную чувствительность. Так, во французской армии отбирали в "наблюдателей Z" солдат с хорошим обонянием (для обнаружения начала газовой атаки). 
Этот подход позднее широко использовался и в промышленности, для замены фильтров. Однако условия заметно отличались от военных - хорошая чувствительность органов обоняния у одного работника (использующего противогаз) никак не могла помочь другому, с худшей чувствительностью, обнаружить момент окончания срока службы. Но низкий уровень развития науки и техники затруднял разработку более безопасных методов замены фильтров.
По мере насыщения сорбента, химического поглотителя (или осушителя — при использовании катализаторов) концентрация вредных газов в очищенном воздухе постепенно возрастает. Если рабочий чувствует характерный запах, привкус, раздражение органов дыхания и т. д. (вплоть до головокружения, головной боли, и других возможных ухудшений самочувствия, в том числе потери сознания), то такие признаки (называемые в США «предупреждающими свойствами») указывают на необходимость покинуть участок с загрязнённой атмосферой и замену фильтра на новый. Кроме того, эти признаки могут указывать на неплотное прилегание маски к лицу. Исторически, такой способ замены является самым старым.
Если у вредных газов при концентрации, меньшей ПДК, есть предупреждающие свойства, то замена фильтров, как правило, будет производиться своевременно. Применение такого способа не требует использования специальных (более дорогих) фильтров и дополнительного оборудования, замена фильтров проводится при необходимости, по мере расходования поглотительной способности фильтров, без каких-либо вычислений. Сорбционная ёмкость фильтра к моменту замены используется полностью (что уменьшает расходы на респираторную защиту). Во многих отношениях это очень удобно, особенно для работодателя.
Недостатком такого способа является то, что многие вредные газы не обладают предупреждающими свойствами; а из-за привыкания, отвлечения внимания на выполняемую работу, из-за индивидуальных особенностей (у людей разная чувствительность), уже в 1939 г. специалисты по профессиональным заболеваниям пришли к выводу о ненадёжности этого способа. Но низкий уровень развития техники и начавшаяся война помешали им разработать доступные и безопасные способы.
| Вредное вещество (номер CAS)    | ПДК мр, мг/м3 | Пороги, мг/м3 | Пороги, мг/м3              |
| Вредное вещество (номер CAS)    | ПДК мр, мг/м3 | 3M Russia     | Максимальный и минимальный |
| ------------------------------- | ------------- | ------------- | -------------------------- |
| Гептан (142-82-5)               | 900           | 40,7          | 3000 - 1,7                 |
| Метилацетат (79-20-9)           | 100           | 19            | 8628 - 0,5                 |
| Дихлорметан (75-09-2)           | 100           | 3,41          | 1530 - 4,1                 |
| Тетрагидрофуран (109-99-9)      | 100           | 11,39         | 180 - 0,27                 |
| Циклогексан (110-82-7)          | 80            | 293           | 2700 - 1,8                 |
| Трихлорэтен (79-01-6)           | 30            | 7,43          | 900 - 2,5                  |
| Тетрахлорэтилен (127-18-4)      | 30            | 42,53         | 480 - 8,1                  |
| 2-Этоксиэтанол (110-80-5)       | 30            | 4,57          | 180 - 1,1                  |
| Тетрахлорметан (56-23-5)        | 20            | 260,3         | 3700 - 10,6                |
| Хлороформ (67-66-3)             | 10            | 61            | 6900 - 0,5                 |
| Бензол (71-43-2)                | 15            | 29,7          | 1000 - 2,5                 |
| 1,1,2,2-Тетрахлорэтан (79-34-5) | 5             | 1,46          | 50 - 1,6                   |
| Аллиловый спирт (107-18-6)      | 2             | 1,16          | 83 - 1,2                   |
| Эпихлоргидрин (106-89-8)        | 2             | 3,59          | 46 - 0,3                   |
| Синильная кислота (74-90-8)     | 0,3           | 0,72          | 6 - 0,01                   |
| Фосфин (7803-51-2)              | 0,1           | 0,198         | 7 - 0,014                  |
| Хлор (7782-50-5)                | 1             | не указан     | 14,3 - 0,06                |

По данным Международных карт химической безопасности МКХБ, у всех веществ, указанных в таблице, запах не позволяет эффективно выявлять превышение ПДК. 
Если порог восприятия запаха, например, пентаборана, составляет 194 ПДК, то при загрязнённости воздуха 10 ПДК замена фильтров при появлении запаха под маской невозможна в принципе. Но и в случаях, когда средний порог ниже ПДК, отравление вполне возможно - у людей очень разная чувствительность. То есть, все таблицы, в которых указывают средние значения порогов восприятия запаха - отчасти дезинформирует читателя, создавая впечатление, что эта величина стабильна. На самом деле пороги восприятия запаха одного и того же вещества могут отличаться на порядки, и у части рабочих чувствительность может оказаться недостаточной.
В учебнике по респираторной защите в промышленности упомянуто исследование, в котором показано, что в среднем у 95 % от группы людей индивидуальный порог обонятельной чувствительности может находиться в пределах от 1/16 до 16 от среднего значения. Это означает, что 2,5 % людей не смогут почувствовать запах при концентрации, в 16 раз большей, чем средний порог восприятия запаха. У разных людей величина порога чувствительности может изменяться на два порядка. То есть, половина людей не почувствует запах при концентрации, равной среднему порогу чувствительности, и 15 % людей не почувствует запах при концентрации, в 4 раза большей порога чувствительности. Способность людей чувствовать запах сильно зависит от того, сколько внимания они этому уделяют. Чувствительность к запахам может снижаться, например, при простудных и других заболеваниях. Способность людей обнаруживать запах также зависит и от выполняемой работы: если она требует концентрации внимания, люди на запах не реагируют. При длительном воздействии вредных газов низкой концентрации может произойти «привыкание», уменьшающее чувствительность. Во всех перечисленных случаях вдыхание воздуха с превышением ПДК вредных веществ может остаться незамеченным. Привыкание к запаху вредного вещества снизило средний порог восприятия в группе работников (по сравнению к контролем) на порядок - но при этом чувствительность к запахам других веществ не изменилась, так, что работники могли ошибочно полагать, что они способны обнаружить и вредное вещество при его опасной концентрации
Поэтому, в соответствии с требованиями нового стандарта по охране труда 1997 г. Управления по охране труда OSHA, в США использование этого способа замены противогазных фильтров было полностью запрещено в 1996 г.. Позднее такие запреты были введены и в других странах.
При проверке противогазных фильтров, заменявшихся «по появлению запаха» (в Иране) оказалось, что 7 из 10 перестали защищать работников.

### Замена при увеличении веса противогазного фильтра
Для защиты от угарного газа часто используются фильтры с катализатором гопкалитом. При использовании катализатор не расходуется, но его защитные свойства сильно ослабевают при увеличении влажности воздуха. Чтобы этого избежать, в таких фильтрах устанавливается осушитель. При насыщении осушителя вес фильтра заметно увеличивается. Эта особенность использовалась для определения пригодности повторного использования противогазного фильтра. Например, в альбоме «Индивидуальные средства защиты органов дыхания» описаны противогазные фильтры марки «СО», которые должны были заменяться при увеличении веса (по отношению к начальному) на 50 граммов.

### Другие способы определения необходимости замены фильтров
В указанном выше альбоме и каталоге «Промышленные противогазы и респираторы» описаны советские противогазные коробки марки «Г», предназначенные для защиты от ртути. Их срок службы ограничивался 100 часами использования (коробка без противоаэрозольного фильтра) или 60 часами использования (коробка с противоаэрозольным фильтром), после чего требовалась замена фильтра на новый.
В английском издании «Respiratory Protection. Principles and Applications» и в статье «A Non-destructive Test of Vapour Filters» описан способ неразрушающего определения оставшегося срока службы использованных и новых противогазных фильтров. Для этого через фильтр пропускается загрязнённый воздух и измеряется концентрация загрязняющих веществ в очищенном воздухе. Точное измерение концентрации загрязняющих веществ в очищенном воздухе позволяет оценить количество неизрасходованного сорбента. Для уменьшения влияния испытаний на срок службы, используется кратковременная подача загрязнённого воздуха. Уменьшение сорбционной ёмкости в результате испытаний составляет около 0,5 % от сорбционной ёмкости нового фильтра. Способ использовался также для 100 % контроля качества фильтров, изготавливаемых английской фирмой Martindale Protection Co (в поток воздуха впрыскивали 10 микролитров 1-бромбутана), и для проверки фильтров, выдаваемых рабочим в фирмах Waring Ltd и в Rentokil Ltd. Способ использовался в Chemical Defence Establishment в начале 1970-х. На этот способ проверки был выдан патент.
В каталоге «Средства индивидуальной защиты работающих на железнодорожном транспорте» кратко описаны два способа объективной оценки степени насыщения сорбента противогазного фильтра. Автор раздела «Универсальные СИЗОД» Т. С. Тихова рекомендовала использовать спектральный и микрохимический методы. Спектральный метод основан на определении наличия вредного вещества в коробке противогаза путём отбора пробы с последующим анализом её на стилоскопе. Микрохимический метод основан на послойном определении наличия вредного вещества в шихте противогаза путём отбора пробы с последующим её анализом химическим методом.
Для наиболее токсичных веществ, кроме метода по фиксированию времени использования фильтра, рекомендовалось применять спектральный метод (мышьяковистый и фосфористый водород, фосген, фтор, хлорорганические соединения, металлоорганические соединения, и микрохимические методы (синильная кислота, дициан).
В обоих случаях не описывается, как извлечь образец шихты из корпуса фильтра (они обычно не разбираются), и можно ли будет использовать после этого фильтр, если анализ покажет, что в нём достаточно много не насыщенного сорбента.

## Способы определения необходимости замены противогазных фильтров (современные)

### Замена фильтров по расписанию, составляемому путём определения срока службы
Стандарт США, регламентирующий мероприятия по охране труда при работе с этим вредным веществом (29 CFR 1910.1051), содержит конкретные указания по периодичности замены противогазных фильтров (раздел Respirator selection 1910.1051(h)(3)(i)), основанные на соответствии минимальным требованиям и ожидаемых условиях применения респираторов при защите от 1,3-Бутадиена.
| Концентрация вредного вещества | Периодичность замены фильтров                                                      |
| ------------------------------ | ---------------------------------------------------------------------------------- |
| до 5 ПДК                       | каждые 4 часа                                                                      |
| до 10 ПДК                      | каждые 3 часа                                                                      |
| до 25 ПДК                      | каждые 2 часа                                                                      |
| до 50 ПДК                      | каждый час                                                                         |
| Свыше 50 ПДК                   | Работодатель обязан использовать только изолирующие СИЗОД — достаточно эффективные |

#### Лабораторные испытания фильтров
Если на предприятии есть лаборатория, которая позволяет имитировать использование фильтров в производственных условиях (пропуская через них воздух, который загрязнён так же, как и воздух в производственных помещениях), то можно экспериментально установить срок службы фильтров. Этот метод особенно эффективен тогда, когда воздух загрязнён смесью различных газов и/или паров, которые по-разному влияют на поглощение их фильтром (математическая модель взаимодействия разных газов при их фильтрации разработана сравнительно недавно). Однако это требует точной информации о загрязнённости воздуха, а она обычно непостоянна.
Другой вариант использования лабораторных испытаний — проверка остатка срока службы уже использованных фильтров. Если он большой, то подобные фильтры в подобных условиях можно использовать дольше (в некоторых случаях неоднократно). В этом случае точная информация о химическом составе и концентрации загрязнений не требуется. Полученные сведения о сроке службы фильтров позволяют составить расписание их замены. Недостатком этого способа является то, что проведение таких испытаний может потребовать применения сложного и дорогого оборудования, требующего квалифицированного обслуживания, что не всегда возможно. По данным опроса в 2001 г. в США замену противогазных фильтров по результатам лабораторных испытаний проводило около 5 % от всех предприятий.

#### Производственные испытания фильтров

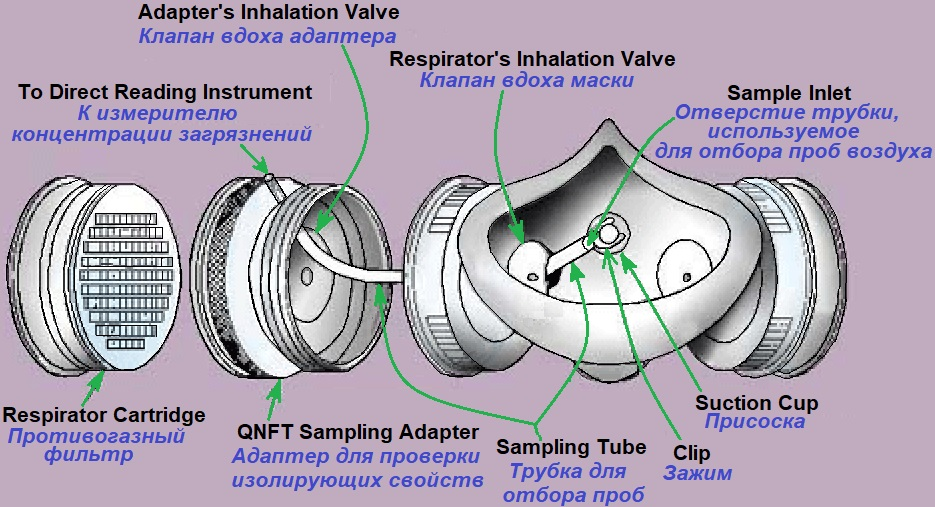
Один из способов отбора проб очищенного воздуха

Если концентрация загрязнений непостоянна, и нет возможности (оборудование, квалифицированный персонал) провести испытания фильтров в лабораторных условиях, имитирующих производственные — можно проверить, происходит ли замена фильтров вовремя. Для этого можно определить загрязнённость воздуха, очищенного фильтром, в момент времени, когда период использования фильтра на рабочем месте завершается, или близок к завершению. Если серия таких замеров покажет, что загрязнённость очищенного воздуха не превышает допустимую, то с большой вероятностью можно считать, что фильтры заменяются не запоздало. Этот способ проверки может использоваться для контроля качества программы респираторной защиты (той её части, где определён порядок замены фильтров). Другое достоинство способа в том, что он позволяет учесть условия использования — например, при большой влажности воздуха компьютерные программы (описанные в следующем разделе) пока (2019 г.) не всегда позволяют точно спрогнозировать время защитного действия.
Для использования этого способа можно, например, попросить работника выйти из загрязнённой атмосферы; снять один из фильтров; установить на маску тройник и на тройник — фильтр; и присоединить к тройнику шланг для отбора проб. После входа работника в загрязнённую атмосферу проводится отбор проб воздуха из тройника. Это позволяет получить образец, прошедший фильтр (но не из маски — клапан вдоха не пропустит воздух в тройник). Отобранный воздух можно пропустить через соответствующую индикаторную трубку, что позволит определить концентрацию вредного вещества в очищенном воздухе. Как тройник можно использовать стандартное приспособление для проверки изолирующих свойств маски.
Иранские специалисты по охране труда использовали этот способ на заводе, где изготавливалась краска, и обнаружили, что в большинстве случаев фильтры заменяются запоздало. После коррекции расписания замены фильтров этот способ показал, что фильтры всегда заменялись вовремя.
Этот способ не позволяет определять время защитного действия до начала применения СИЗОД. В развитых странах с 1970-х годов проводились научные исследования для определения того, можно ли вычислить срок службы противогазного фильтра респиратора, если известны условия его использования. Это позволяет своевременно заменять фильтры без использования сложного и дорогого оборудования, если известна загрязнённость воздуха.

#### Компьютерное программное обеспечение для вычисления срока службы фильтров
В США научными исследованиями в области математического моделирования срока службы противогазных фильтров с 1980-х занимался специалист Лос-Аламосской национальной лаборатории Джерри Вуд; и другие исследователи. Используя изотерму адсорбции Дубинина-Радушкевича, Вуд разработал и длительное время совершенствовал математическую модель и программное обеспечение, которое сейчас позволяет вычислять не только срок службы фильтров (с известными свойствами сорбента, его количеством и геометрической формой фильтра) при воздействии какого-то одного вещества, но и при воздействии смесей (когда одни газы мешают улавливанию других) при разных температуре, влажности и расходе воздуха. Сейчас Управление по охране труда (OSHA) воплотило его разработку в программу Advisor Genius. Программа учитывает свойства сорбента, геометрию фильтра и условия его применения.
Опубликованные работы Джерри Вуда стали основой, базой, для подавляющего большинства программ, предлагаемых потребителям производителями СИЗОД.
К 2000 г. ведущие мировые изготовители предложили потребителям ряд программ, позволяющих проводить такие вычисления для разного числа вредных газов:
Таблица 2. Компьютерные программы (2000 год) для определения срока службы противогазных фильтров, первоисточник.
| Компьютерные программы (2000 год) для определения срока службы противогазных фильтров | Компьютерные программы (2000 год) для определения срока службы противогазных фильтров | Компьютерные программы (2000 год) для определения срока службы противогазных фильтров | Компьютерные программы (2000 год) для определения срока службы противогазных фильтров | Компьютерные программы (2000 год) для определения срока службы противогазных фильтров | Компьютерные программы (2000 год) для определения срока службы противогазных фильтров |
| Изготовитель СИЗОД — название программы                                               | Количество газов (2000 г.)                                                            | Виды газов                                                                            | Диапазон температур °С                                                                | Относительная влажность %                                                             | Расход воздуха л/мин                                                                  |
| ------------------------------------------------------------------------------------- | ------------------------------------------------------------------------------------- | ------------------------------------------------------------------------------------- | ------------------------------------------------------------------------------------- | ------------------------------------------------------------------------------------- | ------------------------------------------------------------------------------------- |
| AO Safety — Merlin                                                                    | 227                                                                                   | органические и неорганические                                                         | 0-50                                                                                  | <50, 50-65, 65-80, 80-90                                                              | лёгкая, средняя и тяжёлая работа                                                      |
| 3М — 3М Service Life                                                                  | 405 (в 2013г — более 900)                                                             | органические и неорганические                                                         | 0, 10, 20, 30, 40, 50                                                                 | <65, >65                                                                              | 20, 40, 60                                                                            |
| MSA — Cartridge Life Calculator                                                       | 169                                                                                   | органические и неорганические                                                         | свободно выбирается                                                                   | 0 — 100                                                                               | 30, 60, 85                                                                            |
| North ezGuide v. 1.0                                                                  | 176                                                                                   | органические и неорганические                                                         | свободно выбирается                                                                   | <65, 66-80, >80                                                                       | 30, 50, 70                                                                            |
| Survivair Cartlife                                                                    | 189                                                                                   | органические и неорганические                                                         | от −7 до +70                                                                          | <65, 66-80, >80                                                                       | 30, 50, 70                                                                            |

В 2013 году программа 3М уже позволяла вычислять срок службы фильтров для более чем 900 вредных газов и их сочетаний, сотни газов и их сочетаний могла учитывать программа MSA. Обе программы учитывают концентрацию вредных газов и расход воздуха (тяжесть выполняемой работы: лёгкая, средняя или тяжёлая), а также другие параметры. Drager разработал большую базу данных по вредным химическим веществам VOICE (требуется регистрация). В этой базе данных (версия для США) имеется программа вычисления срока службы фильтров End-of-ServiceLife Calculator, которая учитывает концентрацию загрязнённого воздуха и желаемую проскоковую (в очищенном воздухе); температуру, давление и влажность воздуха; позволяет выбрать интенсивность работы из 7 возможных, и рекомендует использовать полнолицевые маски при большой загрязнённости воздуха.
Программа для СИЗОД с принудительной подачей воздуха в лицевую часть разработана компанией Bullard.

##### Влияние на срок службы фильтров температуры, влажности, расхода воздуха и концентрации газа

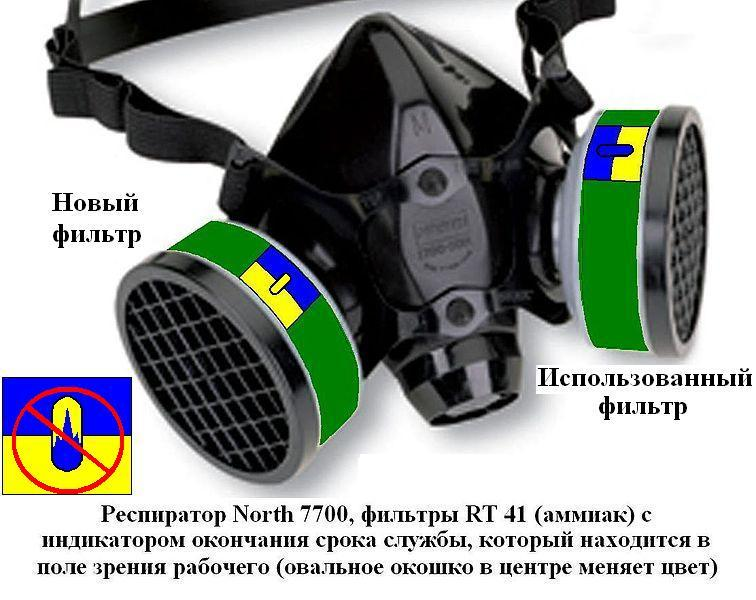
Респиратор North 7700 с фильтром RT41 — это одна из моделей фильтра North, у которой есть пассивный индикатор

Фирма Scott разработала программу, которая работает при температуре от −10 до +40°С, относительной влажности о 3-95 %, расходе воздуха 20-80 л/мин, и учитывает более 300 вредных веществ, а также их сочетаний. Ниже приводятся примеры вычисления влияния на срок службы противогазного фильтра Scott (742 OV — органические соединения) температуры и влажности (слева), концентрации и расхода воздуха (справа) при воздействии разных веществ и давлении 1 атм.
| Относительная влажность | Температура     | Температура    | Температура    | Температура    | Температура    |
| ----------------------- | --------------- | -------------- | -------------- | -------------- | -------------- |
| Относительная влажность | -10 °С          | +5 °С          | +15 °С         | +25 °С         | +40 °С         |
| 30 %                    | 1 час 38 минут  | 1 час 46 минут | 1 час 56 минут | 2 часа 7 минут | 2 часа 6 минут |
| 50 %                    | 1 час 54 минуты | 1 час 37 минут | 1 час 37 минут | 1 час 19 минут | 50 минут       |
| 65 %                    | 1 час 41 минута | 1 час 19 минут | 1 час          | 42 минуты      | 22 минуты      |
| 80 %                    | 1 час 9 минут   | 25 минут       | 25 минут       | 15 минут       | 6 минут        |
| 95 %                    | 45 минут        | 11 минут       | 11 минут       | 6 минут        | 2 минуты       |

| Расход воздуха | Концентрация      | Концентрация       | Концентрация       | Концентрация     |
| -------------- | ----------------- | ------------------ | ------------------ | ---------------- |
| Расход воздуха | 10 ПДК            | 15 ПДК             | 30 ПДК             | 50 ПДК           |
| 20 л/мин       | 22 часа 36 минут  | 17 часов 42 минуты | 11 часов 24 минуты | 8 часов 6 минут  |
| 40 л/мин       | 11 часов 18 минут | 8 часов 48 минут   | 5 часов 42 минуты  | 4 часа 6 минут   |
| 60 л/мин       | 7 часов 30 минут  | 5 часов 54 минуты  | 3 часа 48 минут    | 2 часа 42 минуты |
| 80 л/мин       | 5 часов 36 минут  | 4 часа 24 минуты   | 2 часа 54 минуты   | 2 часа           |

Можно увидеть, что увеличение влажности и/или температуры, а также увеличение концентрации и/или расхода воздуха, уменьшают срок службы фильтра. При фильтрации водорастворимых газов срок службы слабо зависит от относительной влажности воздуха.
Достоинством этого способа замены фильтров является то, что он позволяет использовать обычные фильтры, и при наличии точных исходных данных (условия применения, свойства сорбента, геометрия фильтра) вовремя заменять их. Однако загрязнённость воздуха часто непостоянна и характер выполняемой работы не всегда стабилен (то есть изменяется расход воздуха), поэтому для надёжной защиты рабочих при вычислениях рекомендуется брать показатели, близкие к наихудшим возможным. При этом фильтры, которые работали в лучших условиях, будут заменяться преждевременно. Это является существенным недостатком данной методики.

##### Влияние химического состава загрязнений воздуха на срок службы фильтров
По результатам испытаний воздействия различных веществ различной концентрации на фильтр составляются таблицы со сроками службы фильтра при таких условиях.
В СССР в 1974 году был издан каталог (и переиздан в 1982 году), в котором приводились сведения о сроке службы стандартных советских фильтров при воздействии 63 вредных газов при концентрациях 5, 15, 100 и даже 1000 ПДК. Ниже приводится часть данных из этого каталога для противогазной коробки «А» с противоаэрозольным фильтром. Информация о расходе воздуха, температуре и влажности отсутствует. Срок службы противогазного фильтра сильно зависит от вредного газа.
| Вещество       | Концентрация | Концентрация | Концентрация |
| -------------- | ------------ | ------------ | ------------ |
| Вещество       | 5 ПДК        | 15 ПДК       | 100 ПДК      |
| Анилин         | 90 часов     | 40 часов     | 10 часов     |
| Ацетон         | 20 часов     | 6 часов      | 1 час        |
| Ксилидин       | 40 часов     | 20 часов     | 5 часов      |
| Ксилол         | 50 часов     | 20 часов     | 4 часа       |
| Сероуглерод    | 40 часов     | 20 часов     | 5 часов      |
| Пентахлорфенол | 75 часов     | 25 часов     | 3 часа       |
| Фурфурол       | 180 часов    | 90 часов     | 18 часов     |
| Хлорэтан       | 30 часов     | 8 часов      | 1,5 часа     |

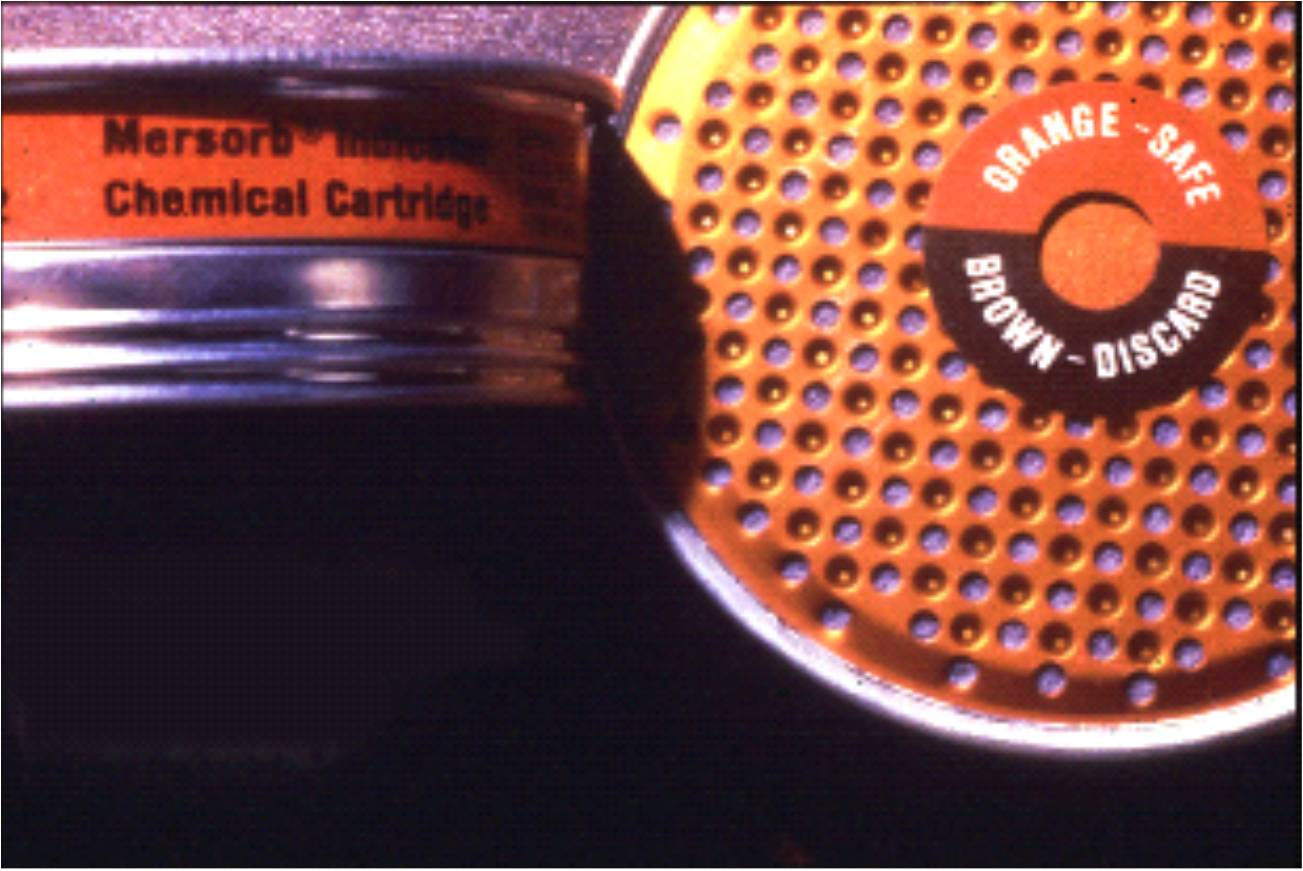
Чтобы избежать ошибок при замене противогазных фильтров по субъективным ощущениям рабочего, могут использоваться индикаторы окончания срока службы (End of Service Life Indicator ESLI). При насыщении поглотителя парами ртути кружок в центре пассивного индикатора меняет цвет с оранжевого на коричневый

Информации о проведении дальнейших работ в этом направлении после 1982 г. нет. Данные из этих каталогов были позднее приведены в справочном пособии «Средства индивидуальной защиты».

##### Точность вычисления времени защитного действия противогазных фильтров с помощью программ, и их применение
На сайте OSHA приводятся таблицы значений срока службы стандартного фильтра (то есть фильтра, соответствующего минимальным требованиям, предъявляемым при сертификации), для случаев воздействия нескольких десятков разных вредных веществ при разных концентрациях — что позволяет примерно определить срок службы. Также там приводится информация о том, что точность этих значений (вычисленных с помощью программы Джерри Вуда) хорошо соответствует результатам измерений (экспериментальных) для разных вредных веществ и разных условий использования. Однако сравнение проводилось для случая умеренной влажности воздуха.
По данным 2004 г. попадание влаги на поверхность активированного угля, и заполнение водой пор сорбента, может значительно уменьшить срок службы фильтра — это зависит от того, какое вредное вещество он улавливает. Причём вычисление этого влияния было (на момент подготовки документа) невозможно. Джерри Вуд учёл это, усовершенствовав свою программу. Возможно, его улучшения были заложены и в программу компании 3М. Во всяком случае, в статье сравнивалось вычисленное и измеренное время защитного действия для случаев воздействия на фильтр 6 органических веществ разных классов: гептан (алканы), метилизобутилкетон (кетоны), толуол (ароматические соединения), тетрахлорэтилен (галогенированный алкан), н-бутилацетат (сложный эфир) и втор-бутанол (спирты). При относительной влажности 50 % отличие не превысило 30 % ни разу, и для некоторых веществ было пренебрежимо мало. Но при росте влажности (проверяли гептан, толуол; и метилизобутилкетон) до 70 % у гептана и толуола вычисленный срок службы сократился (программа учла рост влажности), и оказался вдвое меньше реального. А у метилизобутилкетона, при росте влажности до 85 %, вычисленный срок службы сократился в 11 раз, и при этом стал в 3 раза меньше реального. Таким образом, учёт всех факторов, влияющих на срок службы, в программе компании 3М пока что не достигнут.
Стараясь улучшить защиту работников от токсичных газов, японские специалисты провели ряд исследований, включая моделирование времени защитного действия противогазных фильтров. В работе проверялась точность вычисления срока службы при воздействии на фильтр 10 веществ (ацетон, бензол, толуол, четырёххлористый углерод, циклогексан, н-гексан, н-гептан, метилацетат, метанол, 2-пропанол). Программа Джерри Вуда показала прекрасный результат для всех веществ при относительной влажности 50 % и менее. При росте влажности точность снизилась. Авторы сделали вывод: если вредное вещество хорошо растворяется в воде, то точность вычислений хорошая (а срок службы в некоторых случаях даже возрастает — вредное вещество может растворяться в воде, полностью заполнившей капилляры, и улавливаться не активированным углём, а водой; у метанола срок службы с ростом влажности возрос). В то же время заполнение пор активированного угля водой мешает улавливанию веществ, плохо растворяющихся в воде. Например, при росте влажности с 50 до 65 % у циклогексана вычисленный срок службы сократился с 175 до 143 минут (программа учла влажность воздуха); но измеренный сократился с 169 до 12 минут. К недостатку исследования можно отнести то, что для удобства, авторы работали в диапазоне концентраций (у 10 вредных веществ), который может не соответствовать ПДКрз этих веществ.
Таким образом, при умеренной влажности воздуха программа Джерри Вуда MultiVapor™ версия 2.2.3 позволяет точно вычислить ВЗД. Вероятно, другие программы также могут это делать. Но при влажности воздуха 60-65 % и выше, и при защите от веществ, плохо растворяющихся в воде, проявляются такие эффекты, которые программа пока не учитывает; и вычисленное время защитного действия может оказаться заметно ниже (или выше) реального. В таких случаях в рекомендуется использовать результаты экспериментального измерения срока службы (что за плату делали некоторые организации). Также можно использовать изолирующие СИЗОД.
Иранские специалисты проверили, насколько своевременно заменяются фильтры на заводе, изготавливающем краску. Оказалось, что половина из них на момент замены на новые уже не защищает работников. Определев параметры фильтра и узнав у изготовителя параметры сорбента, авторы ввели эти сведения (вместе с данными о наихудшей ожидаемой загрязнённости воздуха) в программу Д. Вуда MultiVapor. На основе вычислений расписание замены фильтров изменили — их стали менять каждые 4 часа, а не раз в 2-3 дня. Проверка показала, что после изменения расписания все фильтры хорошо очищали воздух (непосредственно перед заменой на новые).
Аналогичный результат был получен на автомобильном заводе: при замене фильтров «по появлению запаха под маской» их меняли 1 раз в 2-3 смены, после 16-24 часов (суммарная длительность использования). Проверка показала, что из 10 фильтров (сразу после замены на новые) 7 уже перестали защищать маляров. Испытангия фильтров и пычисление их срока службы позволили составить новое расписание — замена каждые 4 часа. Проверка 10 фильтров показала, что все защищают работника в течение всего времени использования.

### Замена по показаниям Индикаторов Окончания Срока Службы (End of Service Life Indicators, ESLI)
Чтобы вовремя заменять противогазные фильтры, используемые в условиях нестабильной загрязнённости воздуха, можно использовать устройства, которые предупреждают рабочего о приближении конца срока службы фильтров — индикаторы окончания срока службы (End of Service Life Indicators, ESLI). Такие индикаторы бывают активными и пассивными. В пассивных индикаторах часто используют чувствительный элемент, меняющий цвет, который устанавливается в фильтре на некотором расстоянии от отверстия для выхода очищенного воздуха (чтобы изменение цвета произошло до того, как вредные газы начнут проходить через фильтр). А в активных индикаторах сигнал датчика используется для подачи светового или звукового сигнала рабочему — чтобы он покинул загрязнённую атмосферу и поменял фильтр.
Специалисты Лаборатории СИЗ (NPPTL) в Национального института охраны труда (NIOSH) разработали требования к таким индикаторам, и методики их испытаний при сертификации. Индикаторы должны срабатывать до того, как будет использовано 90 % срока службы — чтобы рабочий успел уйти из загрязнённой атмосферы. У пассивных индикаторов чувствительный элемент должен располагаться так, чтобы рабочий видел его при одетом респираторе. Все индикаторы должны сохранять работоспособность при падении на твёрдый пол с высоты 1,8 м.

#### Пассивные индикаторы окончания срока службы фильтров

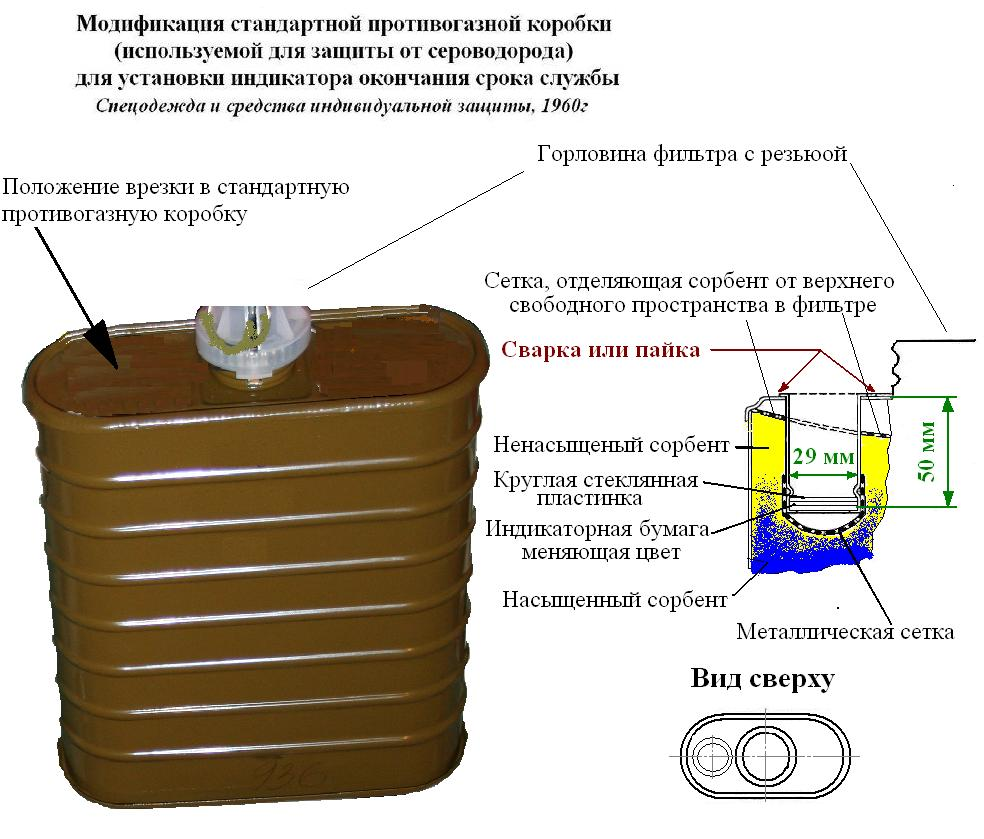
Пассивный индикатор окончания срока службы стандартного (переделанного) противогазного фильтра, описан С. Тороповым в 1960-е

По данным первый пассивный индикатор был разработан в 1925 г.. В нём использовалась индикаторная бумага, расположенная вдоль прозрачного окошка, вытянутого в направлении от входного отверстия фильтра к выходному. По мере изменения длины окрашенного участка можно было определить — какая часть сорбента не израсходована.
В 1957 году в ФРГ был запатентован индикатор, который находился в поле зрения рабочего в подмасочном пространстве. Недостатком индикатора было то, что он срабатывал при достаточной большой концентрации — под маской.
В 1976 г. был запатентован фильтр, в котором для выявления необходимости замены использовалась индикаторная бумага, реагировавшая на винилхлорид.
В 1987 г. Dragerwerk запатентовала индикатор, менявший цвет, и находившийся в полости внутри сорбента
Были разработаны фильтры, в которых часть сорбента насыщалась пахучим веществом (например — изоамилацетатом). При попадании на этот сорбент токсичного газа, он вытеснял пахучее вещество, и работник чувствовал — фильтр требует замены.
В 1979 году корпорация American Optical Corporation получила несколько патентов на индикаторы окончания срока службы фильтров респираторов, которые предназначались для использования в фильтрах, улавливавших водорастворимые и водо-нерастворимые органические соединения. К сожалению, главной проблемой при использовании этого индикатора было то, что его срок хранения (перед началом использования) был значительно меньше, чем срок хранения самого фильтра и сорбента — по данным через 2 года после изготовления индикаторы не использовавшихся фильтров меняли цвет, и поэтому такие фильтры в Японии не сертифицировались.
В феврале 2002 года из продажи было изъято много фильтров с пассивными индикаторами, поскольку при их установке на полнолицевые маски во время использования респиратора индикатор не было видно.

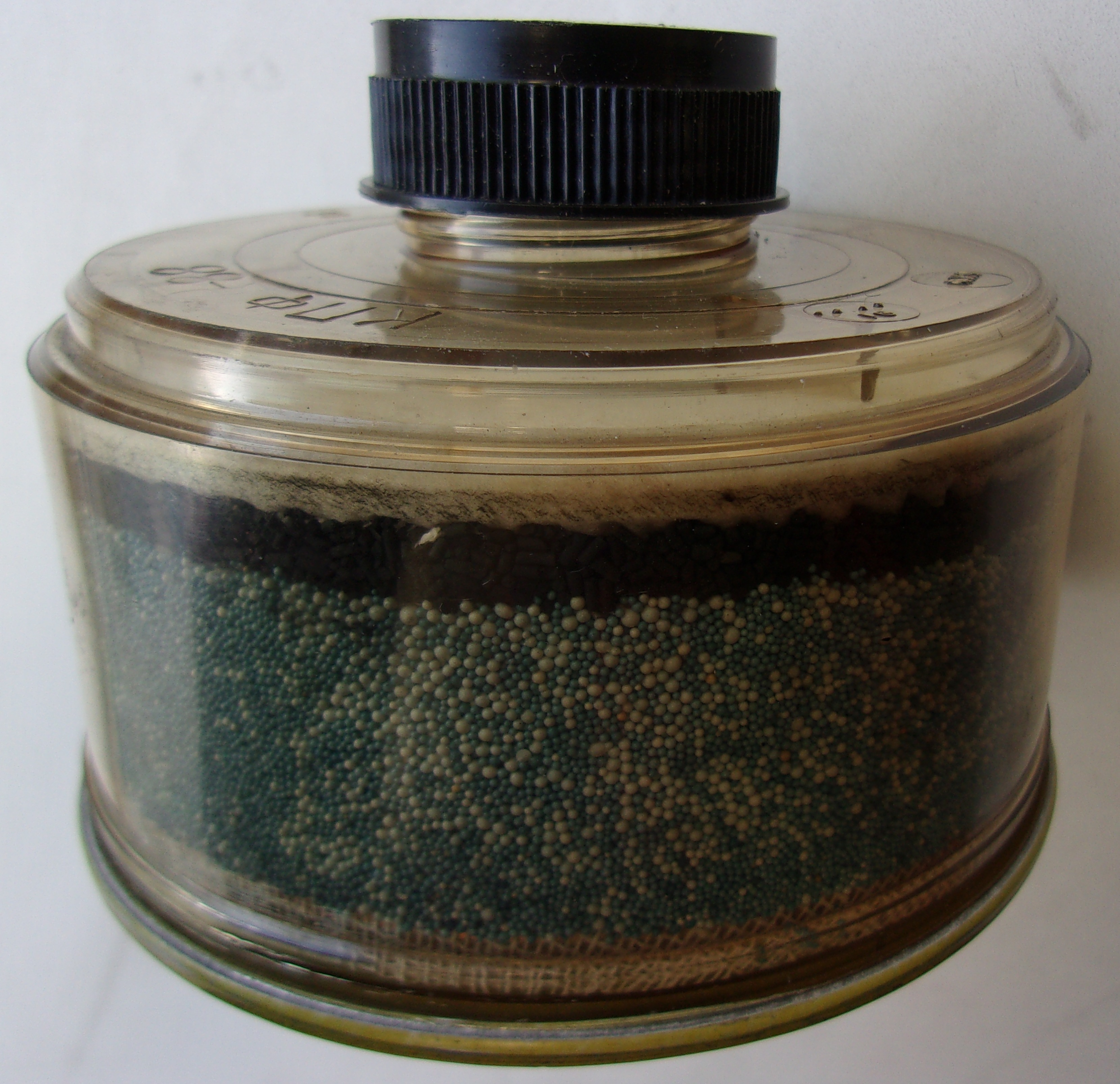
Комбинированный фильтр, предназначенный для защиты от кислых газов, тип «БКФ». Использован прозрачный корпус и сорбент, меняющий цвет при насыщении (Пассивный End of Service Life Indicator ESLI). Производится, предположительно, в г. Дзержинск Нижегородской области (РФ).

Фирма North Safety Products изготавливает несколько видов фильтров с пассивными индикаторами — для защиты от кислых газов (хлористого водорода, фтористого водорода, диоксида серы, сероводорода), от паров органических соединений; от аммиака; и от ртути и хлора. Недостатком этих индикаторов является то, что они могут предупредить рабочего только о определённых газах, и не могут адекватно предупреждать при использовании атмосфере, загрязнённой разными газами.
Компания 3М изготавливает и продаёт противогазные фильтры с пассивным индикатором, предназначенные для защиты от ртути и хлора.
| Вредный газ           | Индикатор          | Изменение цвета             |
| --------------------- | ------------------ | --------------------------- |
| Акрилонитрил          | Перманганат калия  | Фиолетовый на коричневый    |
| Аммиак                | Красная лакмусовая | Красный на голубой          |
| Бензол                | Na2Cr2O7           | Оранжевый на тёмно-зелёный  |
| Винилхлорид           | Перманганат калия  | Фиолетовый на коричневый    |
| Диоксид серы SO2      | Индофенол          | Тёмно-голубой на белый      |
| Монооксид углерода CO | Палладий хлористый | Коричнево-красный на чёрный |
| Сероводород           | Конго красный      | Красный на голубой          |
| Соляная кислота       | Конго красный      | Красный на голубой          |
| 1,1,1-Трихлорэтан     | Na2Cr2O7           | Оранжевый на тёмно-зелёный  |
| Хлор                  | Индофенол          | Тёмно-голубой на белый      |

Достоинством пассивных индикаторов является их низкая стоимость, а недостатком — то, что для обнаружения их срабатывания рабочему нужно следить за индикатором, а характер выполняемой работы не всегда это позволяет. Кроме того, чтобы вовремя обнаружить изменение цвета, требуется хорошее освещение. Рабочие, которые плохо различают цвета, не могут использовать такие фильтры.
В СССР к 1960 году был разработан респиратор для защиты от сероводорода. Использовалась стандартная противогазная коробка, которая модифицировалась путём врезки индикатора, менявшего цвет при приближении сероводорода к отверстию для выхода очищенного воздуха.
Позднее были разработаны противогазные коробки из прозрачной пластмассы, в которых для улавливания аммиака использовался поглотитель из ионообменной смолы, менявший цвет по мере насыщения. Публикаций о практическом применении таких фильтров, изготавливаемых ЗАО «Инсорб» — нет, но сообщалось, что их использование позволило также избежать преждевременной замены фильтров.
Аналогичные фильтры (с полностью прозрачным корпусом, и меняющим цвет сорбентом) описаны в. В фильтре для защиты от сероводорода и других кислых газов использован сорбент — макропористый сульфокатионат КУ-23 в форме переходных металлов (меди, кобальта, никеля); а для поглощения аммиака КУ-23-15/100 модифицированный ионами меди. При поглощении газа цвет гранул меняется с приблизительно светло-синего до чёрного. Срок службы фильтров примерно в 1.7-2 раза больше, чем у аналогичных фильтров с сорбентом Купрамит.
Специалисты NIOSH разработали оптические индикаторы, которые могут предупредить о насыщении сорбента цианистым водородом и сероводородом. В индикаторах использован cobinamide.
Пассивные индикаторы ВЗД

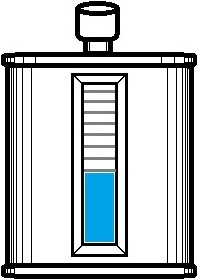
Патент Yablick 1925
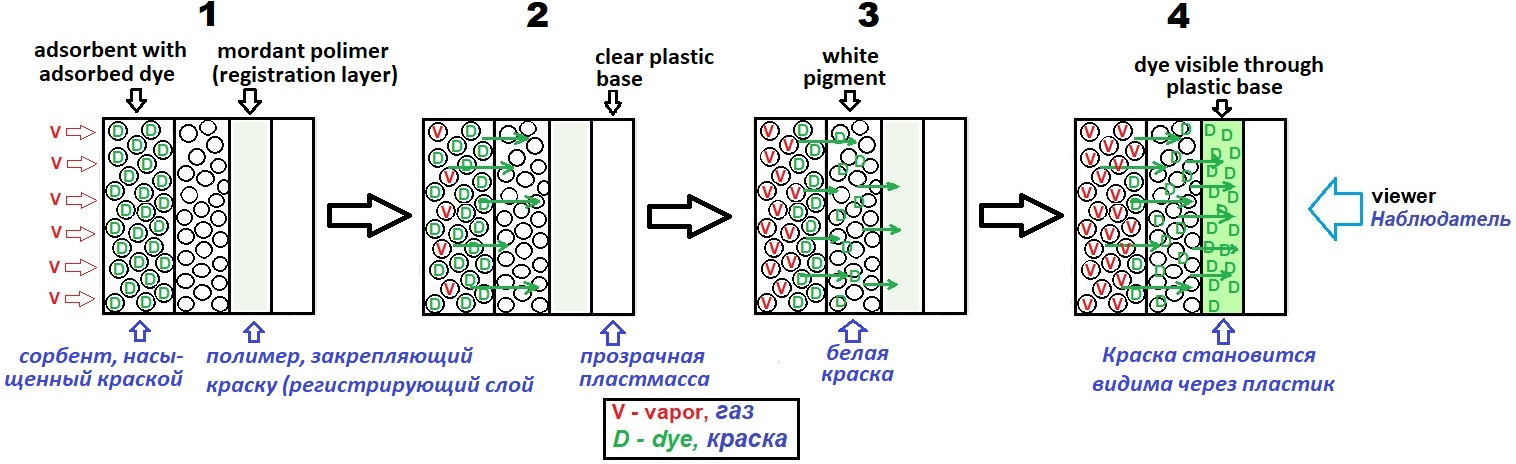
ChemMotif 2000 г.
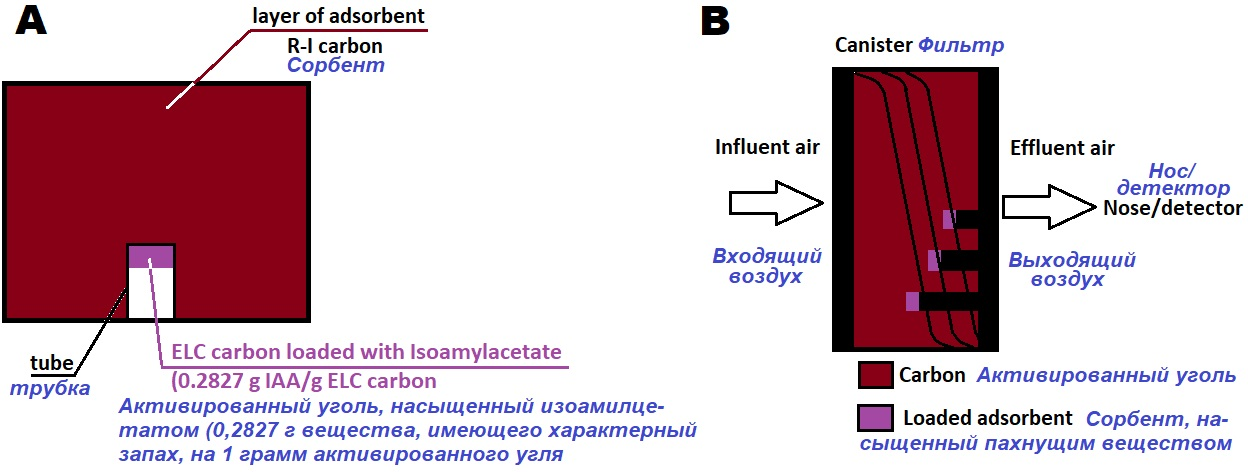
THO 1998 & Linders
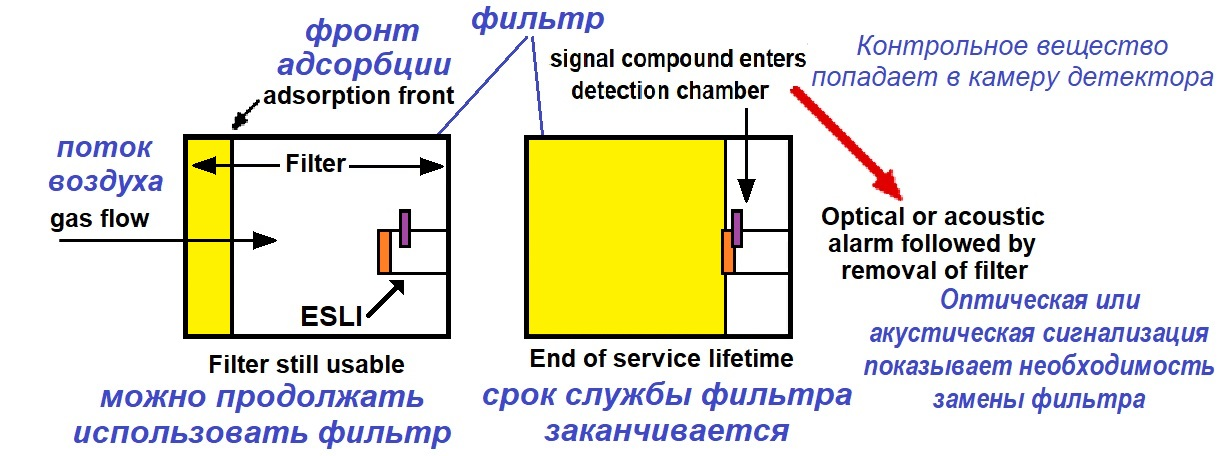
ТНО 2004
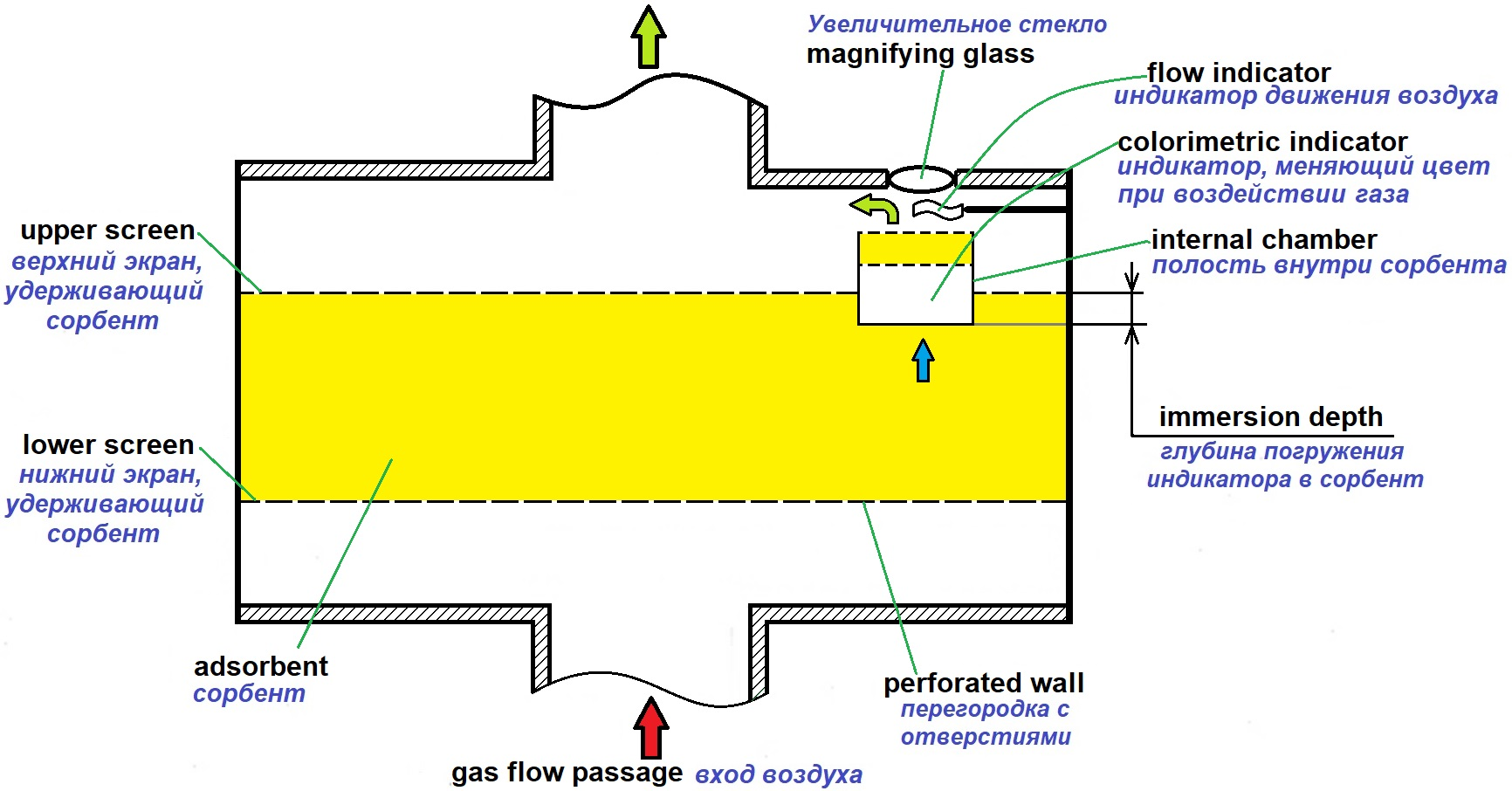
Dragerwerk 1986
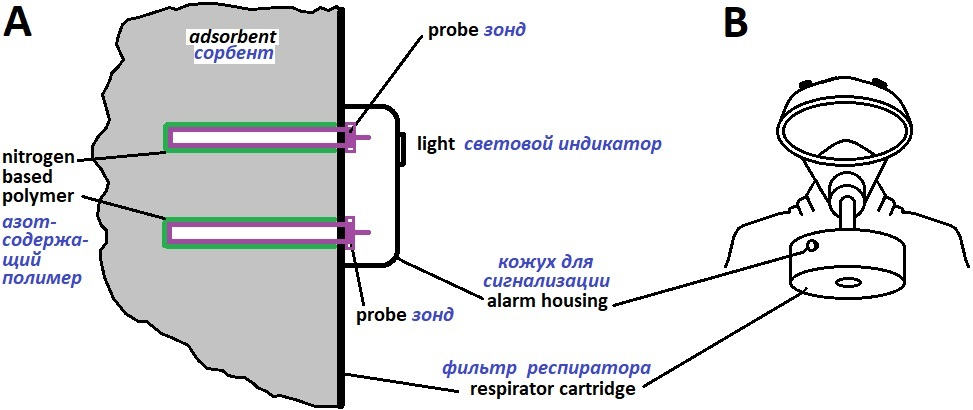
Wallace 1975 г.
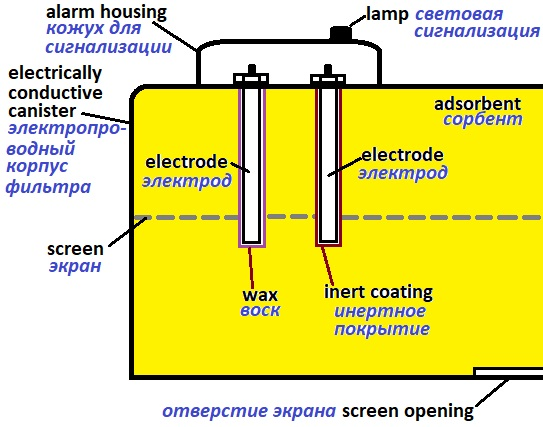
Wallace 1975
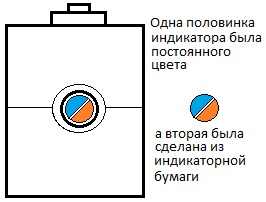
Roberts 1976
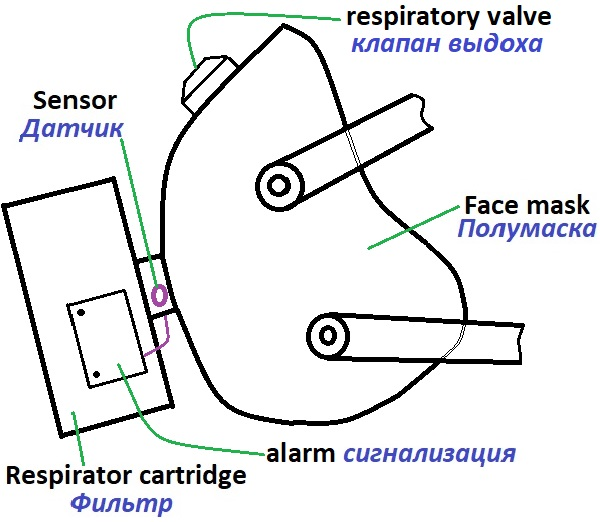
Патент КНР 2001 г.
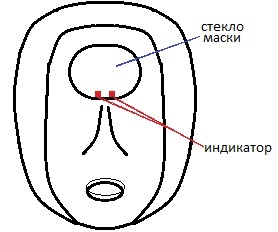
Dragerwerk 1957

#### Активные индикаторы окончания срока службы фильтров

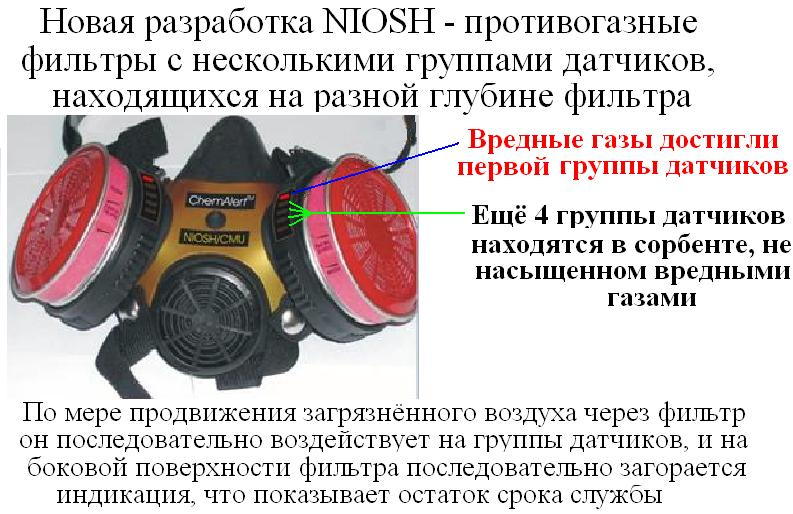
Активный индикатор окончания срока службы фильтра — новая разработка NIOSH [https://www.cdc.gov/niosh/nas/ppt/Presentations/PPT%20Evaluation%20Slides-092407-final2-No-anim.pdf

В активных индикаторах для предупреждения рабочего используется световая или звуковая сигнализация, которая срабатывает по сигналу датчика, устанавливаемого обычно в противогазный фильтр. Такие индикаторы позволяют вовремя заменять фильтры при любой освещённости, и не требуют от рабочего обращать внимание на цвет индикатора. Они могут также использоваться рабочими, которые плохо различают разные цвета.
По данным одним из первых активных индикаторов был разработанный в 1965 году фильтр, в котором две проволоки соединялись с помощью воска. При размягчении воска парами органических соединений проволоки касались друг друга, и включался предупреждающий световой сигнал. Недостатками устройства были его сложность и зависимость срабатывания от температуры.
Wallace запатентовал предупредительную систему для респиратора, которая обнаруживала токсичные газы. В этой конструкции два электрода (по крайней мере один из которых был покрыт изолятором с низкой температурой плавления, например — воском) устанавливались в глубине фильтра. Автор заявил, что в присутствии токсичных газов уголь начнёт нагреваться, это расплавит воск и замкнёт электрическую цепь между электродами в активированном угле, что вызовет срабатывание сигнализации.
Компания American Optical запатентовала датчик, находившийся в разъеме для крепления фильтра, или под маской. Он реагировал на тепло, выделявшегося при адсорбции газов на поверхности активированного угля. Датчик следил за температурой, которая повышалась при адсорбции газа углём.
В дальнейшем стали широко использовать химрезисторы и полупроводниковые датчики.
В 1989 г. был запатентовано устройство, предупреждавшее о появлении вредных газов. Оно обнаруживало их с помощью электрохимического датчика. Устройство должно было устанавливаться между маской и фильтром.
В 1991 г. Transducer Research, Inc. сообщила об успешном испытании активного индикатора, в котором датчик реагировал на пары циклогексана. В качестве датчика использовался химрезистор; при обнаружении циклогексана срабатывала светодиодная индикация.
В 2002 году в Японии разработали респиратор с датчиком, расположенным после фильтра.
В 2003 году был разработан респиратор с полупроводниковым датчиком, находившимся между фильтром и маской. Недостатком устройства было большое потребление энергии — требовалась замена батареек каждую смену.
В 2002 году был получен патент на недорогой оптоволоконный датчик, устанавливавшийся в фильтр. Устройство отличалось низкой стоимостью, простотой, способностью реагировать на разные загрязнения.

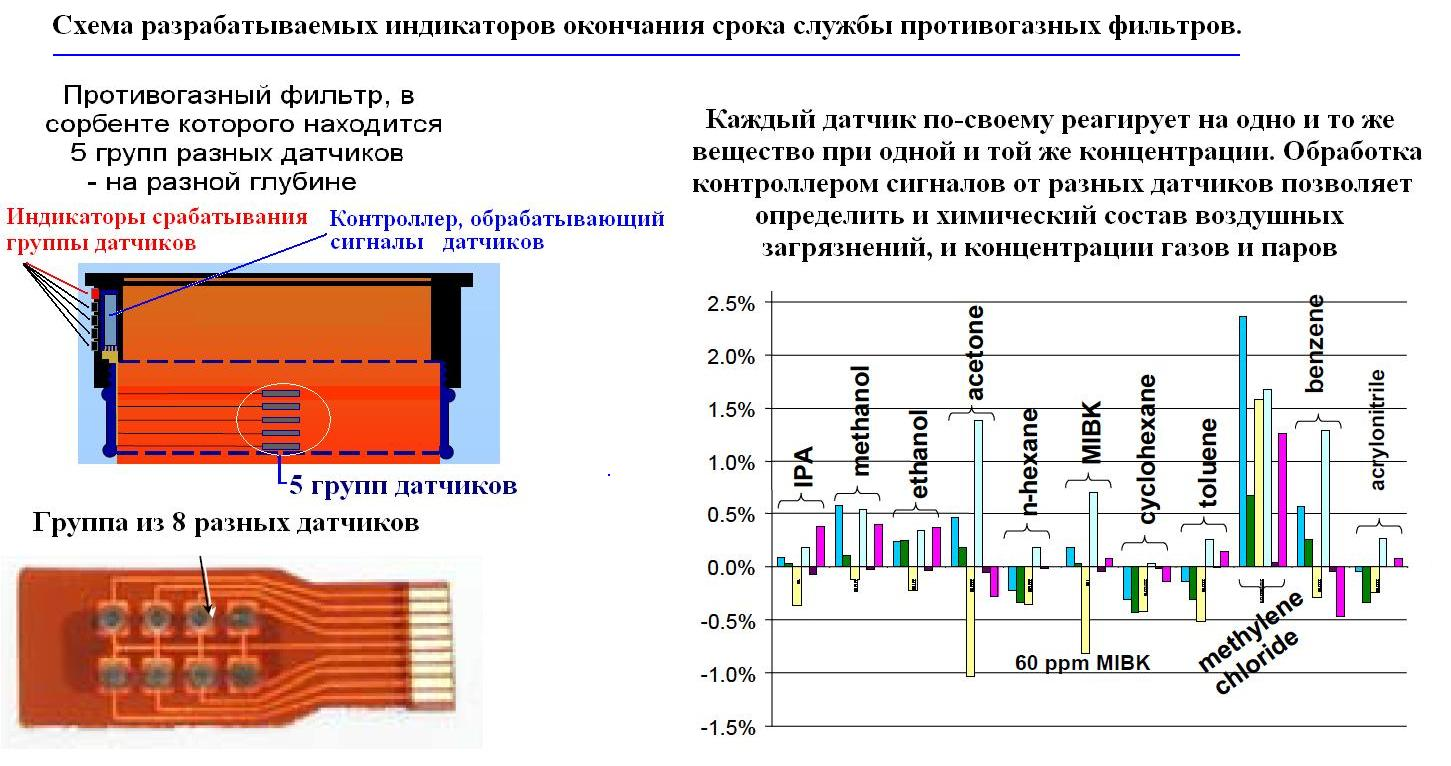
Датчики для активного индикатора, разрабатываемые сейчас в США

В 2002 году фирма Cyrano Sciences разработала «электронный нос», состоявший из 32 разных датчиков. Обработка их сигналов микрокомпьютером позволяла определять наличие разных вредных веществ.
Разными организациями ведётся активная разработка более совершенных индикаторов окончания срока службы. Недавно разработан индикатор, работающий с использованием смартфона.
Несмотря на решение технических проблем, и наличие установленных требований к активным индикаторам окончания срока службы, за период 1984 г. (первый стандарт по сертификации с требованиями к индикаторам) до 2013 г. в США не был сертифицирован ни один фильтр с активным индикатором. Оказалось, что требования к фильтрам не вполне точные, требования к работодателям не обязывают их использовать такие индикаторы достаточно конкретно, и поэтому изготовители СИЗОД опасаются коммерческой неудачи при продаже новой непривычной продукции — хотя и продолжают проводить научно-исследовательские и опытно-конструкторские работы. Поэтому, на основании исследования применения респираторов (которое показало, что в США более 200 тыс. человек могут подвергаться чрезмерному воздействию вредных газов из-за несвоевременной замены фильтров) лаборатория средств индивидуальной защиты (NPPTL) в Институте охраны труда (NIOSH) стала разрабатывать активный индикатор. После завершения работы, по её результатам, будут уточнены требования законодательства, требования к работодателю, а полученные технологии будут переданы промышленности для применения в новых СИЗОД .
Публикаций о разработке активных индикаторов в СССР и РФ нет;
упоминается размещение «газоанализатора в прозрачной клапанной коробке серийно выпускаемой лицевой части (ШМП)» для контроля момента отработки поглотителя ФПК (комплект «Индикатор).»
Активные индикаторы ВЗД

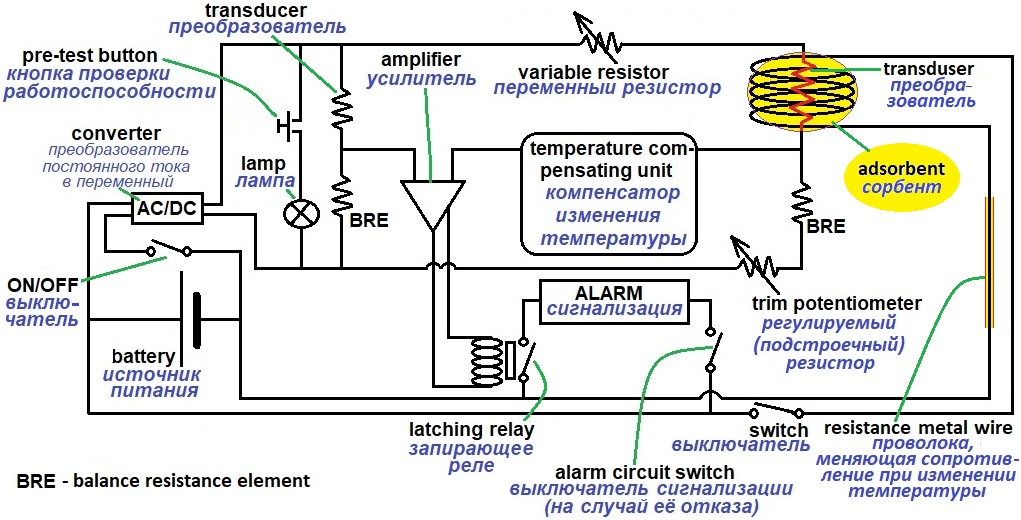
American Optical
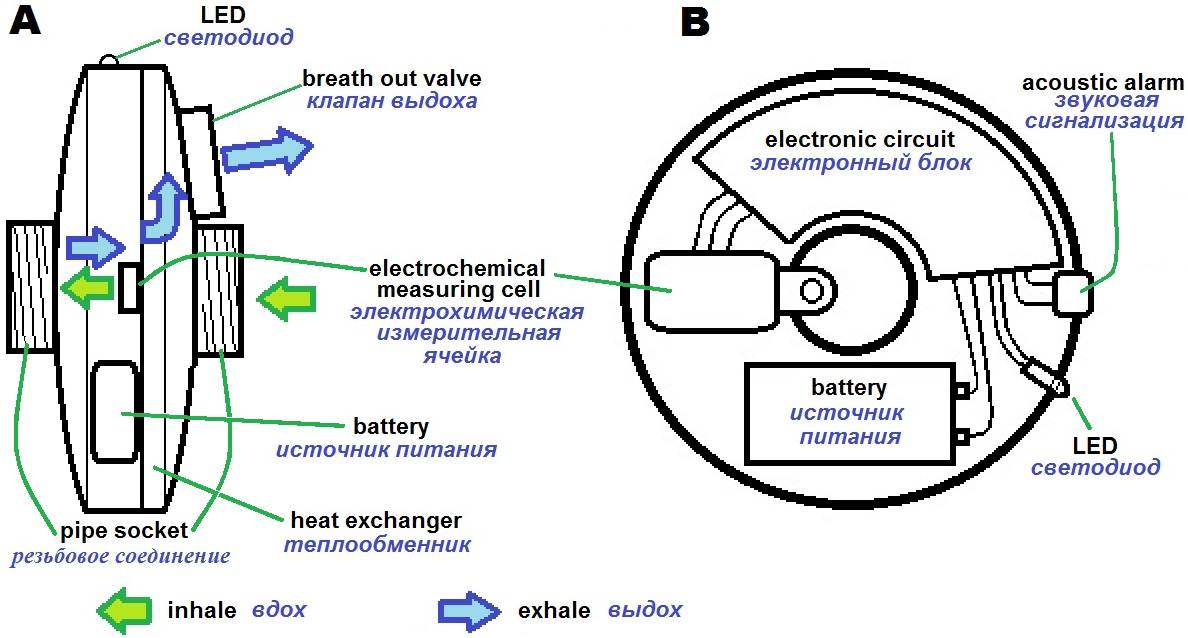
Auergesellschaft 1989
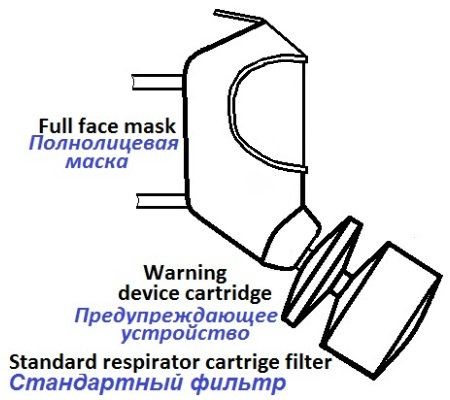
Auergesellschaft 1989
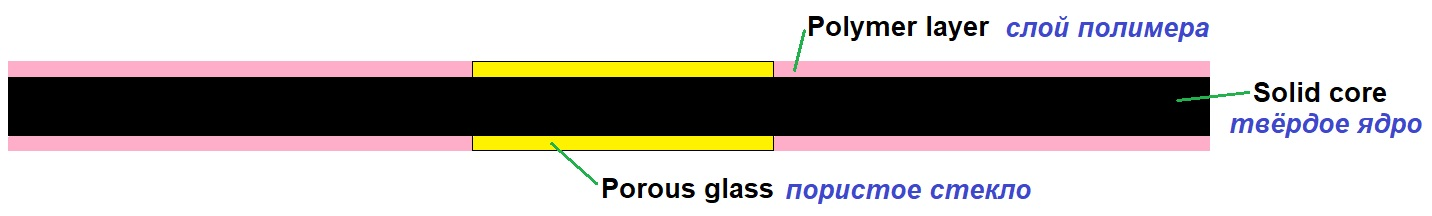
Bernard 1998
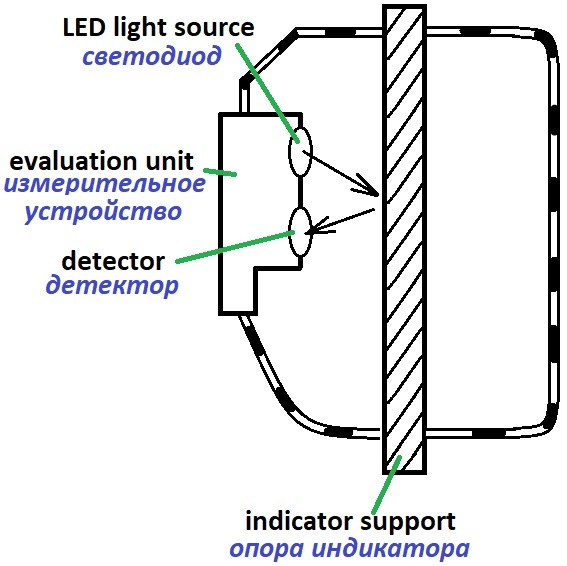
Dragerwerk 1994 г.
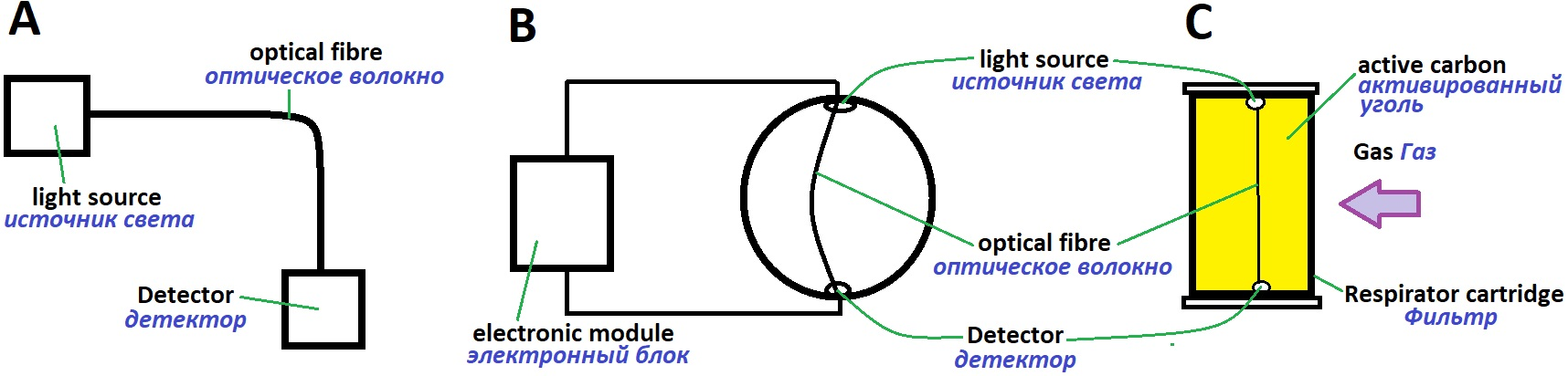
FOGS 1998 г.
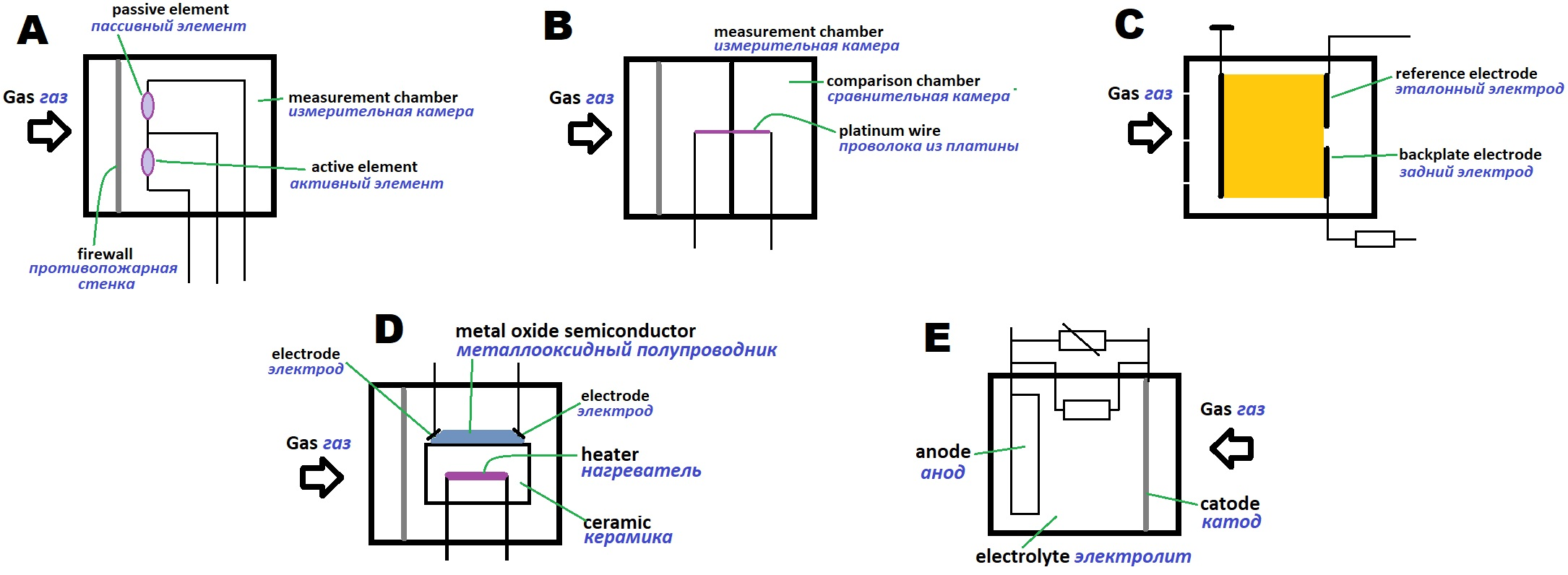
Geraetebau 1991 г.
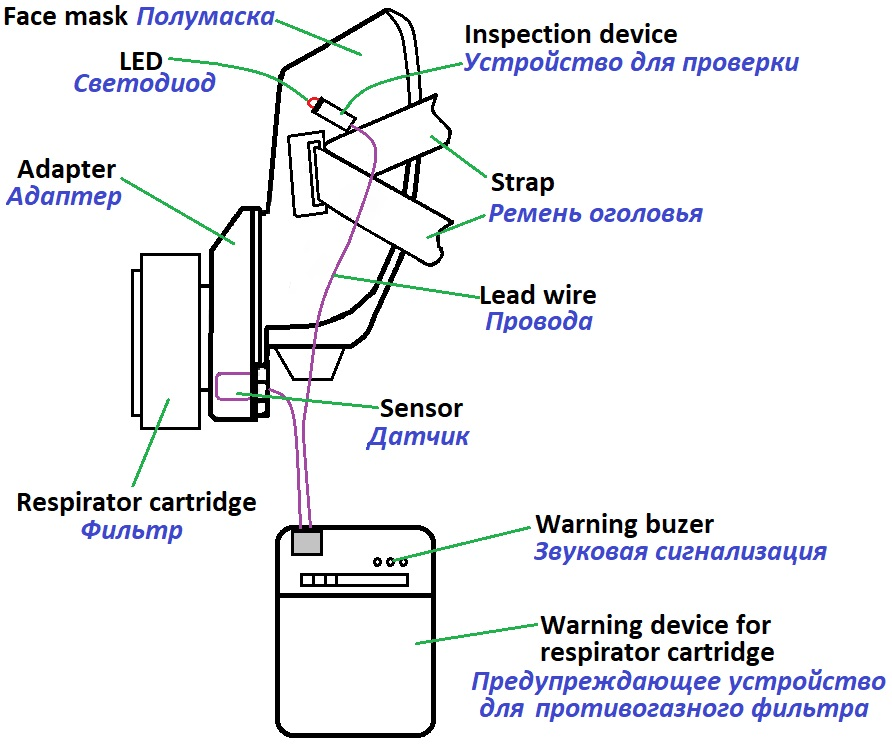
Shigematsu 2002
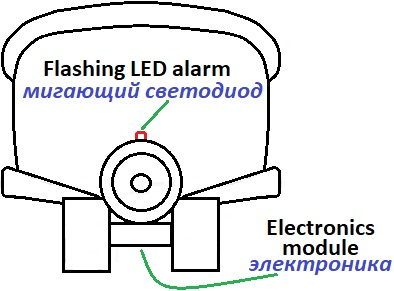
Stetter 1991

#### Международная организация по стандартизации (ISO) и Европейский Союз
Специалисты по СИЗОД из разных стран совместными усилиями провели большую работу по созданию более 30 международных стандартов в области средств индивидуальной защиты органов дыхания, предназначенных для использования в качестве основы при разработке национальных стандартов. Среди них были стандарты с требованиями к свойствам СИЗОД, с описанием методов их испытаний, и с требованиями к работодателю в отношении организации их выбора и использования. В последнем документе, в строгом соответствии с современным уровнем науки, было запрещено использование субъективной реакции органов чувств работника для оценки срока службы противогазного фильтра (при защите от любых газов, всех вообще). Вместо этого работодатель должен был использовать какую-то объективную информацию, получаемую от изготовителя, например, для замены по расписанию, или по показаниям индикаторов срока службы фильтра. Аналогичный подход использован и в стандарте Европейского Союза, устанавливающем требования к выбору и организации использования СИЗОД.
Однако, удивительным образом, разработчики стандартов в ИСО и ЕС не потрудились сформулировать никаких требований к таким индикаторам - вообще, тем самым стимулируя заинтересованные стороны проводить замену фильтров по расписанию, составляемому для наихудшего возможного случая применения. А поскольку такие случаи на практике бывают нечасто, то оба документа, по сути, стимулируют увеличение частоты замены фильтров (и их продаж), как при однократном использовании, так и из-за неопределённости в случаях, когда повторное применение может быть и безопасным.
Развитие науки и техники, появление чувствительных датчиков с небольшим потреблением энергии, недорогих источников электроэнергии большой ёмкости - всё это создаёт исключительно благоприятные условия для широкого использования ESLI. Но на практике наблюдается прямо противоположное: из продажи постепенно исчезают выпускавшиеся ранее фильтры с пассивными индикаторами, а по данным NIOSH ни одной попытки сертифицировать фильтр с активным индикатором не было вообще. На совещании в 2005 году представителям крупнейших производителей СИЗОД был задан вопрос - что мешает им разрабатывать и продавать более безопасные фильтры, и ESLI. Производители сослались на то, что нет чётких требований к потребителям, таких, чтобы гарантировать коммерческий успех нового продукта; некоторые технические сложности в части размещения датчиков в слое сорбента; и что "они не ожидают, что внедрение ESLI позволить отказаться от ограничения - использовать противогазные фильтры не более 1 раза из-за риска десорбции ранее накопленных токсичных веществ". Совещание проходило в условиях, когда специалисты уже добились запрета на замену фильтров "по запаху в маске", и соответственно, работодатели были обязаны заменять их по единственному имевшемуся тогда способу - по расписанию, составлявшемуся для срока службы фильтра в наихудших возможных условиях. Наихудшие возможные условия бывают нечасто, и в результате работодатели стали заменять (и покупать) фильтры гораздо чаще, чем это могло бы быть при использовании сорбента до его полного насыщения. Если бы производители массово начали внедрять ESLI (после перехода на замену фильтров по расписанию), объём их продаж мог бы значительно сократиться.
Требования к СИЗОС, фильтрам и ESLI в настоящее время сформулированы так, что изготовители датчиков и электроники не могут делать индикаторы, которые можно было бы устанавливать на СИЗОД, например, при наличии стандартизированного разъёма. У производителей СИЗОД нет сильного желания (а у многих небольших компаний - и возможности) разрабатывать ESLI, а производителям датчиков и электроники, способным разрабатывать ESLI, для их продажи придётся самостоятельно дополнительно изготавливать и СИЗОС, на которые покупатель сможет установить их индикатор.

## Неоднократное использование противогазных фильтров

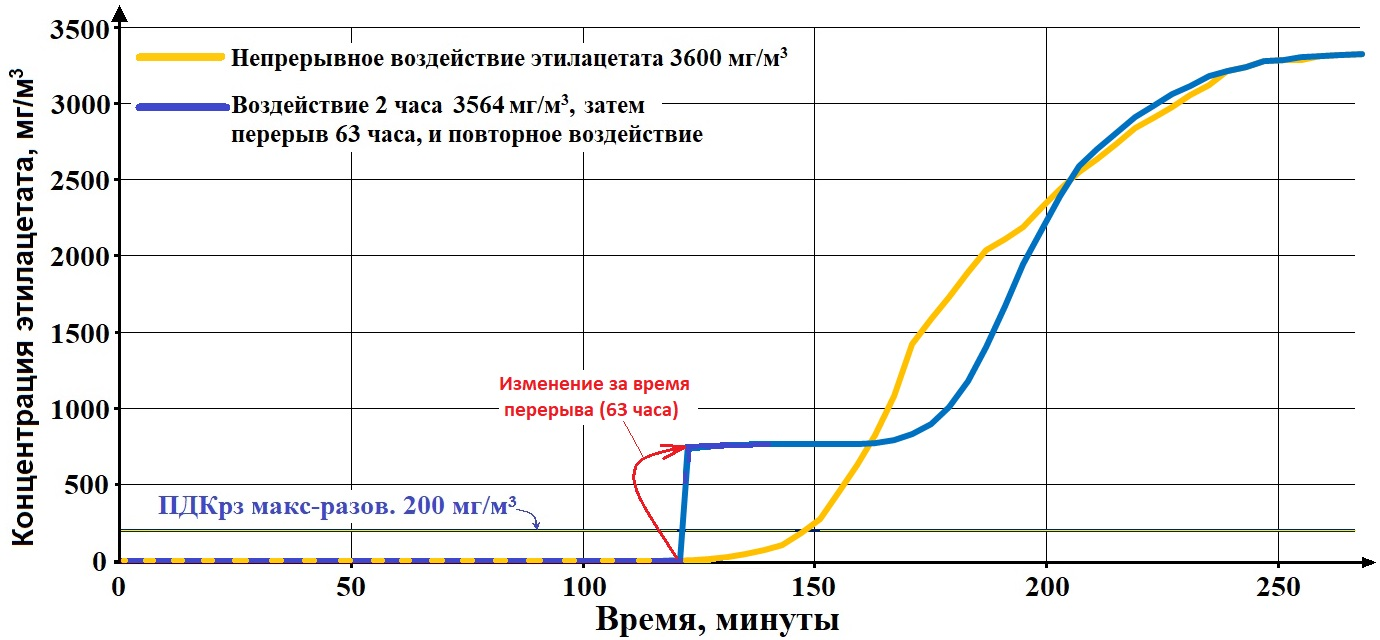
Перераспределение газа при хранении фильтра может резко повысить загрязнённость очищенного воздуха

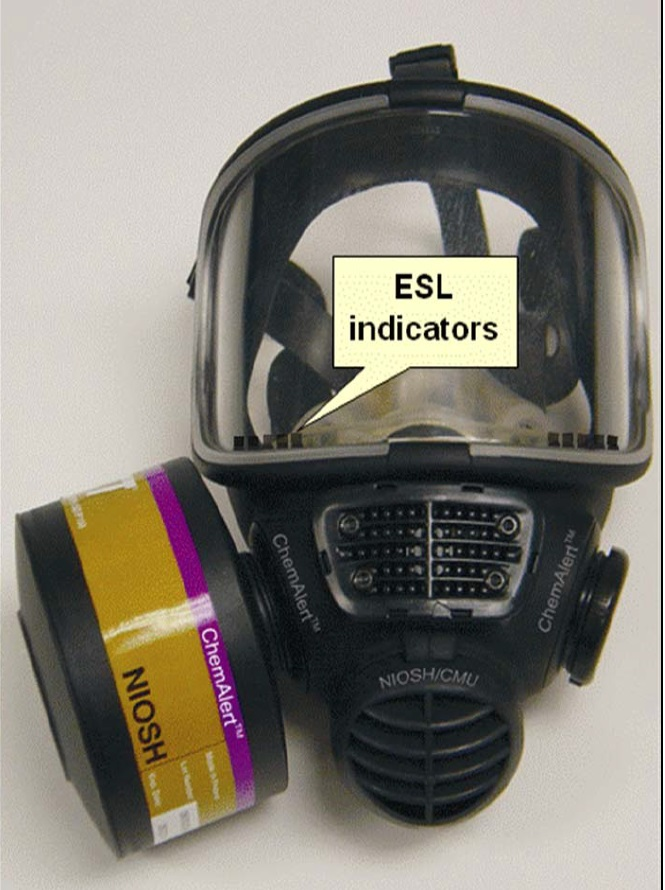
Перспективная полнолицевая маска противогазного респиратора, снабжённая индикаторами окончания срока службы фильтра (ESLI)

При использовании противогазных фильтров с большим количеством сорбента при низкой концентрации загрязнений, или при непродолжительном использовании, после применения в фильтре остаётся много неизрасходованного сорбента. При последующем хранении фильтра часть молекул уловленных газов может десорбироваться, и из-за разницы концентраций (у входного отверстия концентрация больше, у отверстия для выхода очищенного воздуха — меньше) они мигрируют к выходному отверстию. В 1975 году исследование фильтров при воздействии бромистого метила показало, что из-за такой миграции при повторном использовании фильтра концентрация вредного вещества в очищенном воздухе может превысить ПДК (даже если продувать через фильтр чистый воздух):

Ограничение нижнего температурного предела применения фильтрующих противогазов … температурой кипения 10°С связано с тем, что низкокипящие органические вещества незначительно поглощаются активными углями в тонких слоях … Кроме того, в результате быстрого перераспределения сорбированных паров с tкип = 10°С по шихте фильтрующей коробки возможно их выдувание, что может привести к отравлению работающего в противогазе.— (с. 172)
Чтобы сберечь здоровье рабочих, законодательство США не допускает повторного использования противогазных фильтров для защиты от способных мигрировать «летучих» вредных веществ — даже если при первом использовании фильтра сорбент насытился частично. Согласно стандартам, «летучими» считаются вещества с температурой кипения ниже 65 °C. Но исследования показали, что и при температуре кипения выше 65 °C повторное использование фильтра может оказаться небезопасным. Поэтому изготовитель должен предоставлять покупателю всю информацию, необходимую для организации безопасного применения противогазных фильтров. То есть, в тех случаях, когда вычисления программ (см. выше) показывают, что срок непрерывной службы фильтра больше 8 часов (таблицы 2 и 3), законодательство ограничивает применение одной сменой.

Распределение газов в сорбенте при кратком загрязнении и хранении 1-17 дней, получено с помощью томографии

В СССР и в РФ широко использовались и используются противогазные коробки большого габарита, которые содержат много сорбента. Большая сорбционная ёмкость таких фильтров в некоторой степени смягчает последствия миграции вредных газов во время хранения использовавшегося ранее фильтра. В результате — из-за более редкого проявления этого явления, и из-за того, что в РФ изготовители СИЗОД не несут ответственности за последствия их использования (и работодатель редко отвечает за повреждение здоровья рабочих), разные авторы недвусмысленно и систематично рекомендуют использовать противогазные фильтры не только повторно, но и многократно. Например, в рекомендовалось использование противогазных фильтров (в некоторых случаях) в течение нескольких месяцев. Такие общие рекомендации не позволяют определить — когда это можно делать безопасно (и сколько раз), а когда — нельзя.

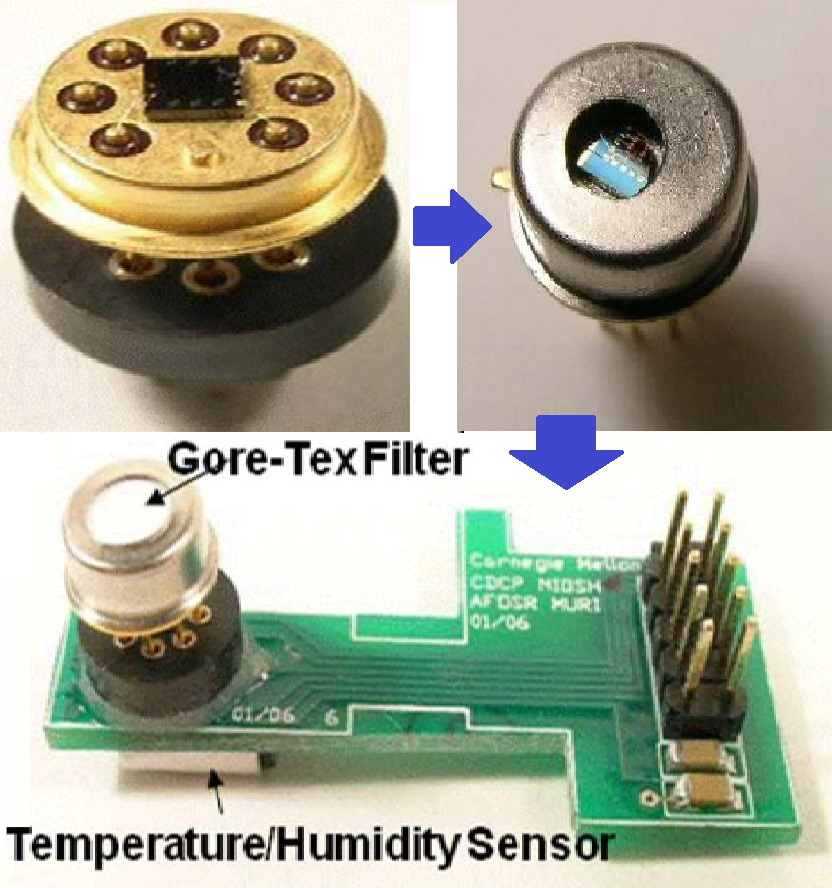
Перспективный датчик, используемый для определения приближения окончания срока службы противогазного фильтра (End of Servise Life Indicator ESLI)

В статье приводится порядок расчёта концентрации вредных веществ в момент начала повторного использования фильтров (что позволяет точно определить, когда возможно их повторное безопасное использование), но эти научные результаты пока не нашли отражения ни в стандартах, ни в руководствах по применению респираторов, составленных изготовителями (где также часто запрещается повторное использование). Автор статьи, работающий в США, даже не попытался рассмотреть возможность использования противогазного фильтра в третий раз.
На сайте разработчика программного обеспечения для вычисления срока службы противогазных фильтров можно скачать такую программу, которая позволяет вычислить концентрацию вредных веществ сразу после начала повторного использования фильтра (что позволяет определить, допустимо ли это).
В целом, опасность зависит от такого большого числа разных факторов, что экспериментальное изучение всех возможных сочетаний вряд ли возможно; а число проведённых исследований невелико (у многие веществ риск десорбции совсем не изучался). Из-за отсутствия полноценной научной базы при разработке требований законодательства к организации использования СИЗОД возможность десорбции учитывают, но не очень качественно. Например, запрещают использовать фильтры второй раз во всех случаях, если это не разрешил их изготовитель для конкретной ситуации применения.

## Использование фильтрующих полумасок для защиты от газообразных воздушных загрязнений
Уже в 1970-е были разработаны волокнистые фильтровальные материалы, способные улавливать не только аэрозоли, но и газообразные вещества. Для этого использовались или маленькие частицы сорбента между волокнами, или специальные волокна, способные поглощать газы. Небольшой диаметр частиц сорбента или волокон значительно увеличивает площадь газопоглощающей поверхности, что улучшает улавливание газов.
Однако масса самой фильтрующей полумаски невелика (~8-20 грамм), и масса сорбента в ней значительно меньше, чем в обычном сменном противогазном фильтре эластомерной полумаски (масса фильтра ограничена 300 грамм, а типичная масса сорбента составляет порядка 60 грамм). Поэтому при непрерывном движении воздуха извне внутрь срок службы такого фильтра будет значительно меньше. Исследование показало, что он может составить, например, один-два часа. В сочетании с высокой стоимостью таких фильтрующих полумасок это затрудняет их применение для защиты от вредных газов при концентрации, превышающей 1 ПДКрз. Однако даже при наличии клапана выдоха воздух в фильтрующей полумаске движется через фильтр не только снаружи внутрь, но и изнутри наружу (при выдохе). Этот выдыхаемый воздух увлажнён, и его попадание на фильтр увлажняет сорбент. При улавливании, например, паров растворителей, это может значительно уменьшить срок службы и делает применение противогазных фильтрующих полумасок при превышении концентрации газов 1 ПДКрз ещё более проблематичным.
В РФ температура воздуха нередко бывает ниже 0°С. Исследование показало, что при температуре −5 ÷ −15°С уже через 15-30 минут у многих фильтрующих полумасок (используемых в чистом воздухе) сопротивление дыханию начинает превышать допустимое. Это объясняется накоплением и замерзанием влаги в среде фильтровального материала, что затрудняет проход воздуха через него. Такое накопление влаги и образование льда на поверхности частиц сорбента и/или газопоглощающих волокон фильтровального материала может вообще не позволить им улавливать вредные газообразные вещества.
Тем не менее, некоторые продавцы СИЗ и специалисты в РФ предлагают потребителям использовать фильтрующие полумаски при концентрации газообразных воздушных загрязнений, значительно превышающей 1 ПДКрз (например — до 20-40 раз). Это не имеет аналогов в промышленно-развитых странах, не предусмотрено законодательством, регулирующим выбор и организацию применения СИЗОД в США, Великобритании и ФРГ, и ничем не обосновано. Кроме того, их использование с этой целью не позволяет определить срок службы с помощью имеющегося программного обеспечения, упоминавшегося выше (так как в странах-разработчиках такое применение невозможно, и потому не предусмотрено — вообще).
Фильтрующие противогазные полумаски можно использовать для защиты от газооборазных вредных веществ тогда, когда их концентрация не превышает 1 ПДКрз — то есть тогда, когда они не столько опасны для здоровья, а просто раздражают рабочего (запах и т. п.). Предлагаемые поставщиками фильтрующие полумаски — не сертифицированы как противогазные средства индивидуальной защиты, а лишь как противоаэрозольные.

## Требования законодательства к своевременной замене фильтров
Поскольку использование запаха под маской не всегда позволяет своевременно заменять противогазные фильтры, и поскольку способность различать запахи у разных людей различна, и зависит от разных обстоятельств, то Управление по охране труда в Минтруда США (OSHA) запретило использовать такой способ определения окончания срока службы. Законодательство (см. Законодательное регулирование выбора и организации применения респираторов) США обязывает работодателя использовать только два способа замены фильтров — по расписанию, и по показаниям индикатора окончания срока службы — так как только эти способы обеспечивают надёжное сохранение здоровья рабочих (а инструкция инспекторам по охране труда Управления по охране труда содержит конкретные указания по проведению проверки выполнения таких требований). С другой стороны, государственные органы обязывают изготовителей предоставлять потребителю всю необходимую информацию, позволяющую составить расписание замены фильтров.
Аналогичные требования есть и в стандарте по охране труда, регулирующем выбор и организацию применения СИЗОД в странах ЕС. В Англии учебник по выбору и применению респираторов рекомендует при использовании СИЗОД для защиты от вредных газов для замены фильтров получать информацию от изготовителя, заменять фильтры по расписанию, использовать индикаторы окончания срока службы, а также — не рекомендует использовать противогазный респиратор более одного часа в день (при этом рекомендуется менять фильтры 1 класса после однократного применения, 2 класса — не реже раза в неделю, 3 класса — по указаниям изготовителя, и запрещает повторное использование при защите от летучих веществ, способных мигрировать).
В Японии замена фильтров должна проводиться работодателем в соответствии с указаниями изготовителя (для конкретных условий применения, то есть, по расписанию — как в США); субъективная реакция органов чувств работника на попадание загрязнённого воздуха в маску не является методом замены фильтров — а лишь причиной для покидания работчего места (среди других признаков поломки СИЗОД).
- В СССР и в РФ государственного регулирования выбора и организации применения СИЗОД не было и нет, и законодательство не предъявляет никаких требований к работодателю в отношении своевременной замены фильтров. Действующее законодательство регулирует применение сложного технического устройства (СИЗОД) точно так же, как выдачу спецодежды и спецобуви (приравняв противогаз к валенкам) — даже не уточняя, какой респиратор должен использоваться — противоаэрозольный или противогазный[129]. Кроме того, изготовители противогазных фильтров в РФ обычно не предоставляют информацию, позволяющую определить срок службы фильтров при воздействии разных газов в разных условиях. Поэтому, фактически, единственным способом замены фильтров является использованием ненадёжного способа замены по запаху, что не всегда позволяет сохранить здоровье рабочих. Более того, активно внедряется мысль что ответственность за применение (сертифицированного) респиратора несёт исключительно работодатель:

Ответственность за выбор и применение адекватных и подходящих для конкретных целей СИЗОД лежит на работодателе
 — но не изготовитель (который не предоставляет покупателю необходимую информацию), и не государство (которое самоустранилось от выполнения своих регулирующих обязанностей).

## Регенерация противогазных фильтров
Как упоминалось выше, при улавливании молекул вредных газов активированным углём за счёт адсорбции, связь между молекулой и углём не очень прочная, и возможен отрыв и унос ранее уловленных молекул с сорбента. Это обнаружилось во время первой мировой войны — использованные противогазные фильтры при последующем длительном хранении (в не-герметичной таре) «теряли» уловленный ранее хлор (очень медленно, так что это не представляло опасности), и при повторном использовании при газовых атаках могли защитить солдат. Конечно, такая «естественная регенерация» объяснялась достаточно большими перерывами между использованием противогазов для защиты от химического оружия — а в промышленности ситуация совсем не похожая. Кроме того, часть вредных газов при улавливании образует с сорбентом более прочные связи, чем хлор и активированный уголь.
Поэтому для восстановления использованных противогазных фильтров разрабатывались специальные технологии. Они использовали создание условий, более благоприятных для десорбции уловленных ранее вредных веществ. Для этого в 1930-х использовали водяной пар или нагретый воздух, или другие способы. Регенерация проводилась после выгрузки сорбента из противогазной коробки, или прямо в коробке без её разбирания.
В 1967 г. была сделана попытка использовать в качестве поглотителя ионообменные смолы. Авторы предложили для регенерации гранул сорбента использовать их промывку (после выгрузки из противогазной коробки) раствором щёлочи или соды.
Исследование также показало, что после воздействия бромистого метила возможна эффективная регенерация использованных противогазных фильтров при их продувке нагретым воздухом (100÷110°С, расход 20 л/мин, длительность около 60 минут).
В (с. 186) упомянуто использование анионитов (АН-221, АН-511) в качестве сорбента для защиты от фтористого водорода. Для регенерации предложено промывать сорбент 5 % раствором NaOH или соды.
В промышленности, при очистке воздуха и газов, использование сорбентов и их регенерация в фильтрах происходит постоянно и систематично, так как это позволяет сэкономить средства на замене сорбента, и так как регенерация промышленных фильтров может проводиться тщательно и организованно. Но при массовом использовании противогазных респираторов разными людьми в разнообразных условиях контролировать точность и правильность регенерации противогазных фильтров респираторов — невозможно, и (несмотря на техническую осуществимость и выгодность) регенерация противогазных фильтров СИЗОД не проводится.

## Утилизация использованных противогазных фильтров
При применении фильтрующих СИЗОД в их фильтрах накапливаются вредные для здоровья (и окружающей среды) вещества. Как правило, изготовители в паспортах и руководствах по эксплуатации указывают, что после окончания использования фильтры должны утилизироваться так, чтобы это не наносило вреда окружающей среде, и в соответствии с требованиями национального законодательства. Но никаких подробностей (как это делать) не приводится. По данным, например, в г. Стерлитамак на обычную свалку с промышленных предприятий поступает ежегодно порядка 6 000 использованных фильтров.
Оценив количество вредных веществ в фильтрах (на основе требований к их испытаниям при сертификации, что может не вполне точно соответствовать условиям реального применения), авторы сделали вывод, что использованные фильтры относятся к 1-4 классам опасности; что их вывоз на полигоны твёрдых бытовых отходов приводит к вторичному загрязнению почвы, атмосферного воздуха, и грунтовых вод; и что для предотвращения этого необходимо организовать централизованный сбор использованных фильтров.

## Выводы
В условиях, когда в РФ отсутствует законодательное регулирование организации применения респираторов, когда специалистов по охране труда не учат правильно выбирать и организовывать применение СИЗОД (и практически нет адекватных учебных пособий), когда изготовители не предоставляют потребителям информацию, необходимую для определения срока службы фильтров и твёрдо не хотят интересоваться тем, что происходит после продажи товара (респираторов), своевременная замена фильтров респираторов и определение возможности их безопасного повторного использования может стать достаточно серьёзной проблемой — особенно при защите от вредных газов, не имеющих предупреждающих свойств, или при пониженной индивидуальной чувствительности рабочего.
Ранее, до разработки индикаторов окончания срока службы, и программного обеспечения, способного вычислять срок службы в разных условиях (и из-за другой нерешённой тогда проблемы — просачивания неотфильтрованного воздуха через зазоры между маской и лицом) специалисты в США пытались полностью запретить систематичное использование респираторов, разрешив их применение только при ремонте, техобслуживании и т. п. Законодательство развитых стран требовало от работодателя использовать для защиты от вредных газов, не имеющих предупреждающих свойств, исключительно изолирующие СИЗОД (стр. 132, п. 11.2 (b)) (например — шланговые респираторы). При отсутствии индикаторов окончания срока службы и возможности вычислить срок службы фильтров, этот способ может помочь сохранить здоровье рабочих и в РФ.
Проблемы с определением срока замены противогазных фильтров привели к тому, что при загрязнённости воздуха, мгновенно-опасной для жизни, стандарты США и ЕС разрешают использовать только изолирующие респираторы.
Из-за просачивания неотфильтрованного воздуха через зазоры между маской и лицом, эффективность фильтрующего респиратора может оказаться значительно ниже, чем степень очисти воздуха противогазными фильтрами. Подробнее см. Испытания респираторов в производственных условиях и Ожидаемая степень защиты респиратора.